# Список персонажів телесеріалу «Дивні дива»

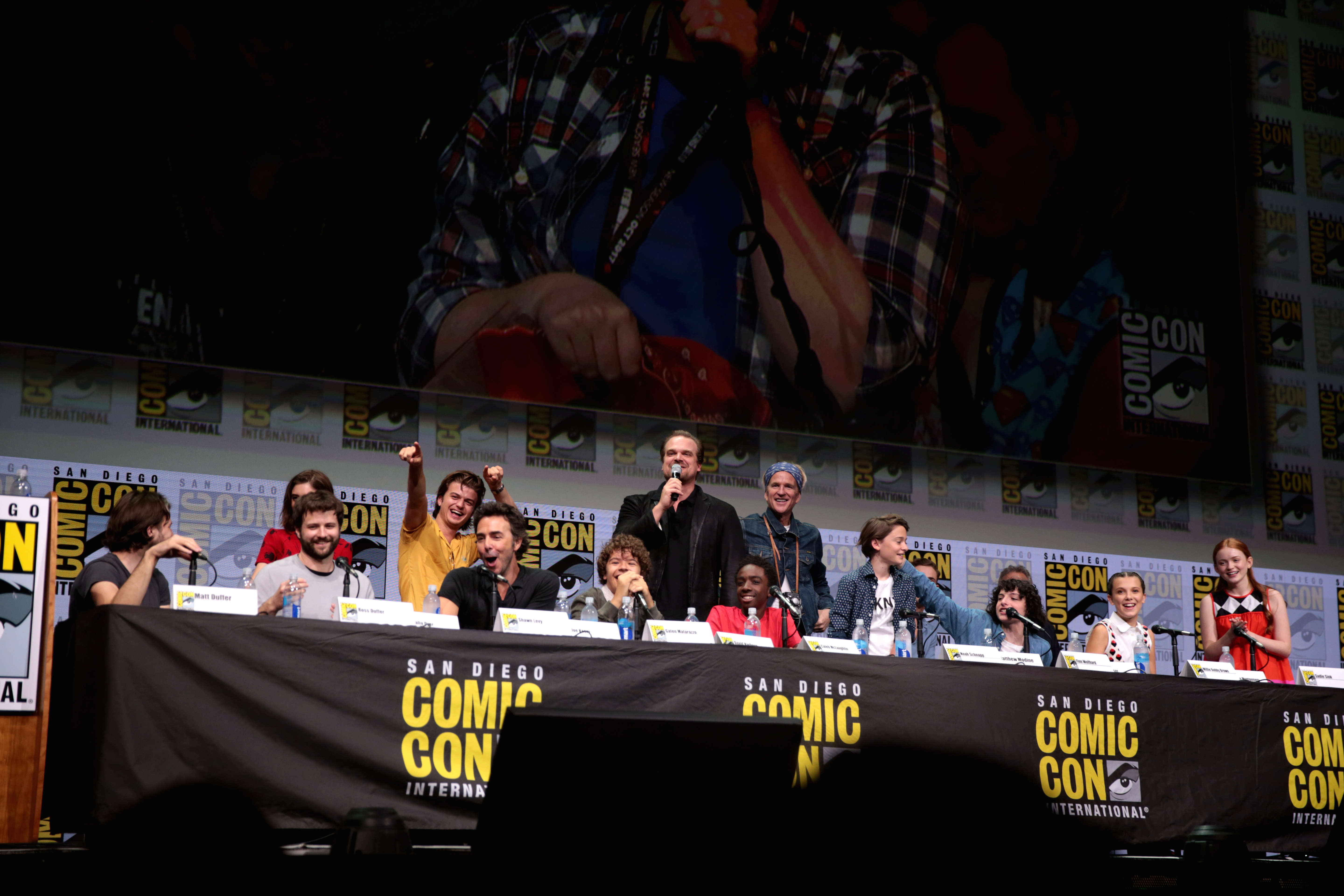
Брати Даффер та акторський склад другого сезону серіалу " Дивні дива " на Comic-Con International в Сан-Дієго, 2017

«Дивні дива» — американський науково-фантастичний телесеріал жахів, створений для Netflix братами Дафферами, дія якого відбувається у вигаданому містечку Гокінс, штат Індіана, у 1980-х роках.
Перший сезон, події якого відбувається в листопаді 1983 року, зосереджується на розслідуванні зникнення хлопця на ім'я Вілл Баєрс на тлі надприродних подій, що відбуваються в місті, включаючи появу дівчини з телекінетичними здібностями, яка допомагає друзям Вілла в їх пошуках.
Дії другого сезону розгортається через рік після подій першого і розповідає про спроби персонажів повернутися до нормального життя та впоратися з наслідками подій першого. Також у другому сезоні з'являються нові персонажі Макс Мейфілд, її зведений брат Біллі Гарґроув, новий хлопець Джойс Баєрс Боб.
Третій сезон розгортається влітку 1985 року і показує, як юні друзі виростають і стикаються з новими, вже дорослими, проблемами та загрозами. Колега Стіва Гаррінґтона Робін Баклі вперше з'являється на початку 3 сезону.
Четвертий сезон розгортається навесні 1986 року і розповідає про персонажів після того, як вони роз'єдналися у кінці третього сезону. 4 сезон додає нових персонажів, таких як Кріссі Каннінгем, Едді Мансон, Арґайл і  Векна.
Перший сезон був випущений на Netflix 15 липня 2016 року; другий сезон з дев'яти серій вийшов 27 жовтня 2017 року; третій сезон із восьми епізодів був випущений 4 липня 2019 року. Четвертий сезон був розділений на два томи, перший том із сімома епізодами вийшов 27 травня 2022 року, а другий том із двома епізодами вийде 1 липня 2022 року.

## Акторський склад

### Головний акторський склад
| Персонаж                        | Актор                 | Сезон            | Сезон            | Сезон            | Сезон        |
| Персонаж                        | Актор                 | 1                | 2                | 3                | 4            |
| ------------------------------- | --------------------- | ---------------- | ---------------- | ---------------- | ------------ |
| Джойс Баєрс                     | Вайнона Райдер        | Головна роль     | Головна роль     | Головна роль     | Головна роль |
| Джим Гоппер                     | Девід Гарбор          | Головна роль     | Головна роль     | Головна роль     | Головна роль |
| Майк Вілер                      | Фінн Вульфгард        | Головна роль     | Головна роль     | Головна роль     | Головна роль |
| Одинадцять/ Од / Джейн          | Міллі Боббі Браун     | Головна роль     | Головна роль     | Головна роль     | Головна роль |
| Дастін Гендерсон                | Гейтен Матараццо      | Головна роль     | Головна роль     | Головна роль     | Головна роль |
| Лукас Сінклер                   | Калеб Маклафлін       | Головна роль     | Головна роль     | Головна роль     | Головна роль |
| Ненсі Вілер                     | Наталія Даєр          | Головна роль     | Головна роль     | Головна роль     | Головна роль |
| Джонатан Баєрс                  | Чарлі Гітон           | Головна роль     | Головна роль     | Головна роль     | Головна роль |
| Карен Вілер                     | Кара Буоно            | Головна роль     | Головна роль     | Головна роль     | Головна роль |
| Мартін Бреннер                  | Меттью Модан          | Головна роль     | Повторювана роль |                  | Головна роль |
| Вілл Баєрс                      | Ноа Шнапп             | Повторювана роль | Головна роль     | Головна роль     | Головна роль |
| Макс Мейфілд                    | Седі Сінк             |                  | Головна роль     | Головна роль     | Головна роль |
| Стів Гаррінґтон                 | Джо Кірі              | Повторювана роль | Головна роль     | Головна роль     | Головна роль |
| Біллі Гарґроув                  | Дейкр Монтгомері      |                  | Головна роль     | Головна роль     | Гість        |
| Боб Ньюбі                       | Шон Астін             |                  | Головна роль     | Гість            |              |
| Сем Оуенс                       | Пол Райзер            |                  | Головна роль     | Гість            | Головна роль |
| Робін Баклі                     | Майя Гоук             |                  |                  | Головна роль     | Головна роль |
| Еріка Сінклер                   | Прія Ферґюсон         |                  | Повторювана роль | Головна роль     | Головна роль |
| Мюррей Бауман                   | Бретт Гельман         |                  | Повторювана роль | Повторювана роль | Головна роль |
| Генрі Кріл / Векна / Номер Один | Джеймі Кемпбелл Бовер |                  |                  |                  | Головна роль |
| Арґайл                          | Едуардо Франко        |                  |                  |                  | Головна роль |
| Едді Мансон                     | Джозеф Квінн          |                  |                  |                  | Головна роль |

### Повторюваний акторський склад
| Персонаж               | Актор                | Сезон            | Сезон            | Сезон            | Сезон            |
| Персонаж               | Актор                | 1                | 2                | 3                | 4                |
| ---------------------- | -------------------- | ---------------- | ---------------- | ---------------- | ---------------- |
| Тед Вілер              | Джо Крест            | Повторювана роль | Повторювана роль | Повторювана роль | Повторювана роль |
| Холлі Уілер            | Енністон Прайс       | Повторювана роль | Повторювана роль | Повторювана роль | Повторювана роль |
| Холлі Уілер            | Цінслі Прайс         | Повторювана роль | Повторювана роль | Повторювана роль | Повторювана роль |
| Скотт Кларк            | Ренді Хейвенс        | Повторювана роль | Повторювана роль | Гість            |                  |
| Келвін Пауелл          | Роб Морган           | Повторювана роль | Повторювана роль | Гість            |                  |
| Філ Каллахан           | Джон Пол Рейнольдс   | Повторювана роль | Повторювана роль | Гість            |                  |
| Флоренція              | Сьюзен Шалхуб Ларкін | Повторювана роль | Повторювана роль | Гість            |                  |
| Томмі Хейган           | Честер Рашинг        | Повторювана роль | Повторювана роль |                  |                  |
| Керол Перкінс          | Челсі Талмедж        | Повторювана роль | Повторювана роль |                  |                  |
| Барбара «Барб» Голланд | Шеннон Персер        | Повторювана роль | Гість            |                  |                  |
| Демогоргон             | Марк Стегер          | Повторювана роль |                  |                  |                  |
| Лонні Байерс           | Росс Партрідж        | Повторювана роль |                  |                  |                  |
| Конні Фрейзер          | Кетрін Дайер         | Повторювана роль |                  |                  |                  |
| Провідний агент        | Тобіас Єлінек        | Повторювана роль |                  |                  |                  |
| Джеймс Данте           | Кейд Джонс           | Повторювана роль |                  |                  |                  |
| Трой Уолш              | Пейтон Віч           | Повторювана роль |                  |                  |                  |
| Террі Айвз             | Еймі Маллінз         | Гість            | Повторювана роль |                  | Гість            |
| Беккі Айвз             | Емі Сеймец           | Гість            | Повторювана роль |                  |                  |
| Калі Прасад/ Вісім     | Ліннея Бертельсен    |                  | Повторювана роль |                  |                  |
| Клаудія Хендерсон      | Кетрін Кертін        |                  | Повторювана роль | Гість            | Повторювана роль |
| Сью Сінклер            | Карен Сізі           | Гість            | Повторювана роль |                  | Повторювана роль |
| Чарльз Сінклер         | Арнелл Пауелл        | Гість            | Гість            |                  | Повторювана роль |
| Сьюзан Харгроув        | Дженніфер Маршалл    |                  | Гість            |                  | Повторювана роль |
| Олексій                | Алек Утгоф           |                  |                  | Повторювана роль |                  |
| Григорій               | Андрій Івченко       |                  |                  | Повторювана роль |                  |
| Том Холлоуей           | Майкл Парк           |                  |                  | Повторювана роль |                  |
| Брюс                   | Джейк Б'юзі          |                  |                  | Повторювана роль |                  |
| Хізер Холлоуей         | Франческа Реале      |                  |                  | Повторювана роль |                  |
| Мер Ларрі Клайн        | Кері Елвіс           |                  |                  | Повторювана роль |                  |
| Доріс Дрісколл         | Пеггі Майлі          |                  |                  | Повторювана роль |                  |
| Сьюзі Бінгем           | Габріелла Піццоло    |                  |                  | Гість            | Повторювана роль |
| Джейсон Карвер         | Мейсон Дай           |                  |                  |                  | Повторювана роль |
| Одинадцять(4 сезон)    | Марті Блер           |                  |                  |                  | Повторювана роль |
| Два                    | Трістан Шпон         |                  |                  |                  | Повторювана роль |
| Десять                 | Крістіан Ганьєр      |                  |                  |                  | Повторювана роль |
| Патрік МакКінні        | Майлз Труїтт         |                  |                  |                  | Повторювана роль |
| Іван                   | Микола Ніколаєв      |                  |                  |                  | Повторювана роль |
| Дмитро «Енцо» Антонов  | Том Влашига          |                  |                  |                  | Повторювана роль |
| Юрій Ісмайлов          | Нікола Джуричко      |                  |                  |                  | Повторювана роль |
| Підполковник Салліван  | Шерман Август        |                  |                  |                  | Повторювана роль |
| Олег                   | Паша Личников        |                  |                  |                  | Повторювана роль |
| Мельников              | Вайдотас Мартінайтіс |                  |                  |                  | Повторювана роль |

## Головні персонажі

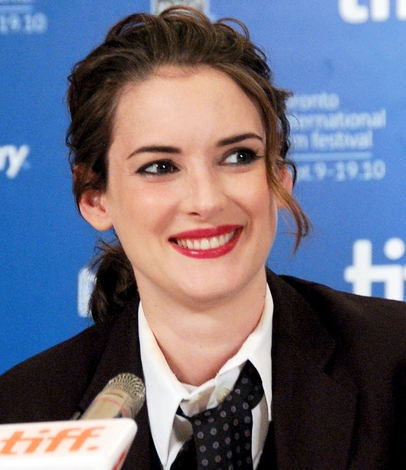
Вайнона Райдер
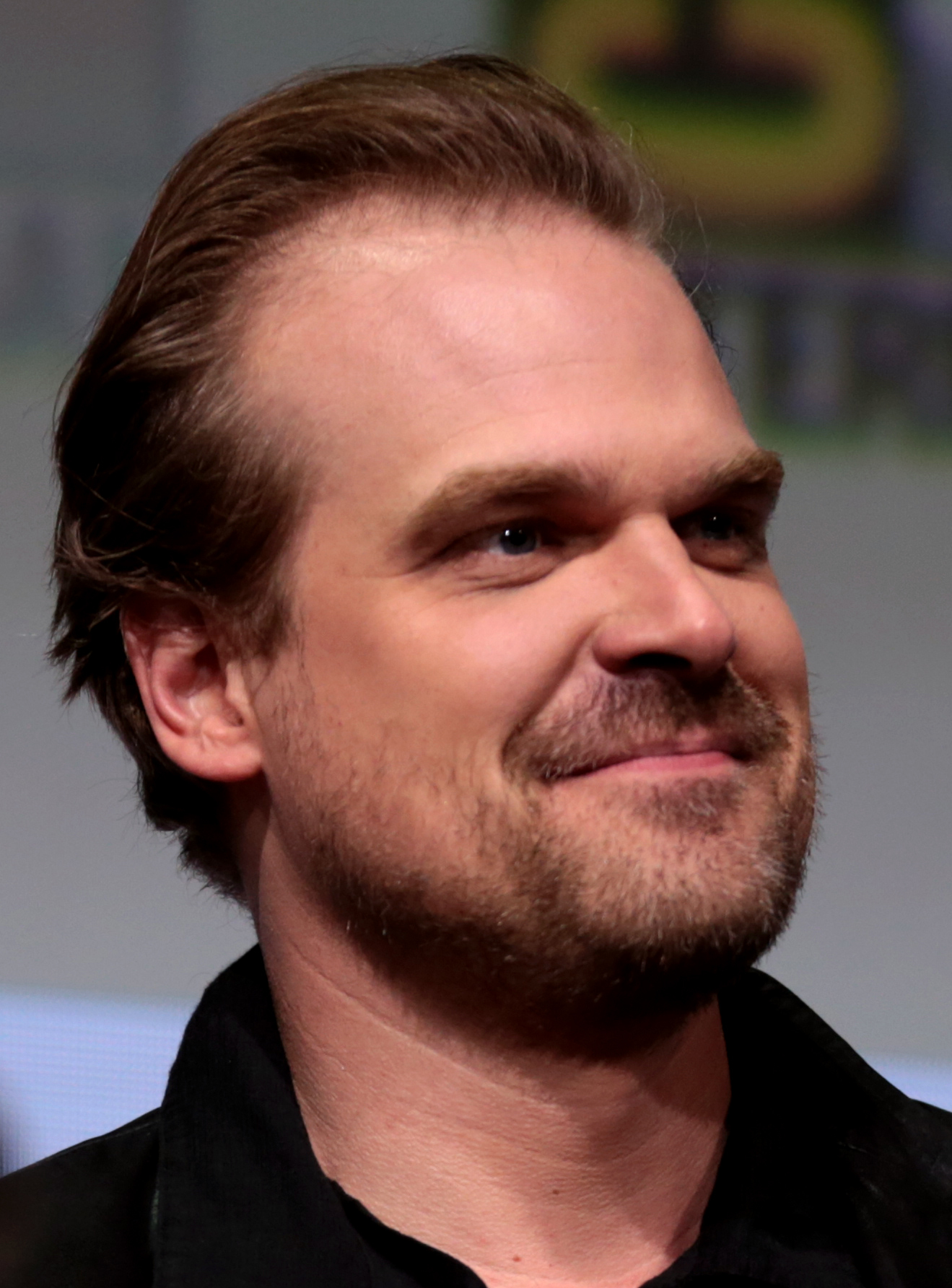
Девід Гарбор
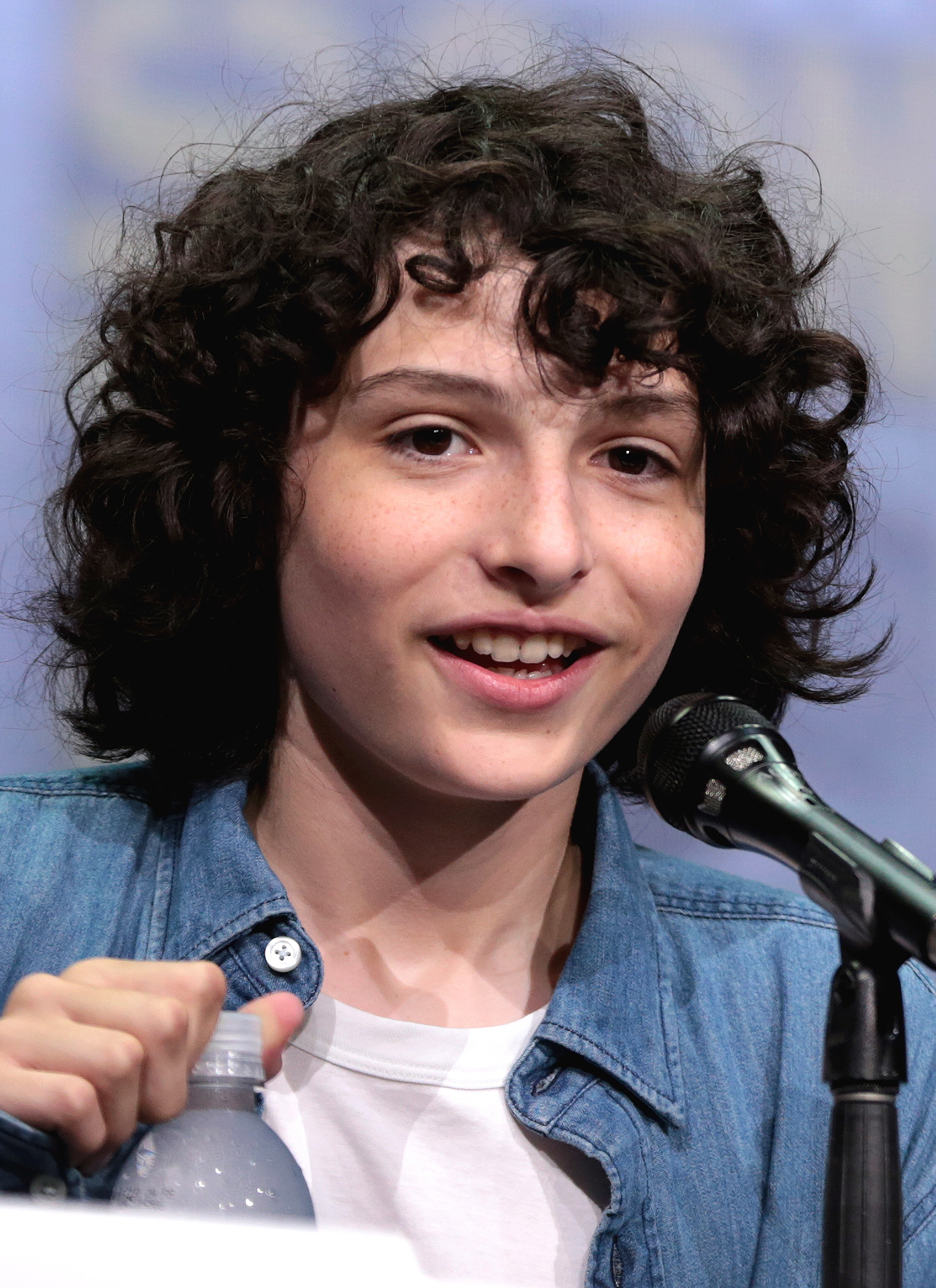
Фін Вулфгард
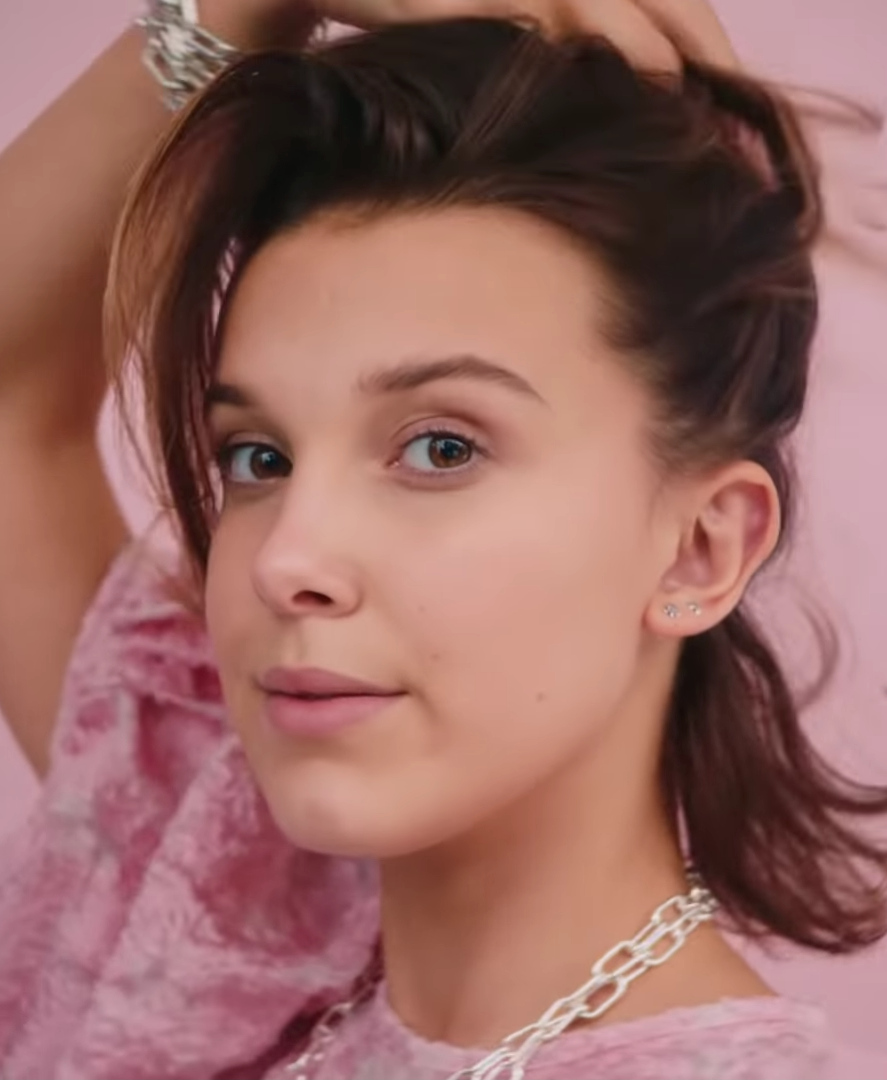
Мілі Бобі Браун
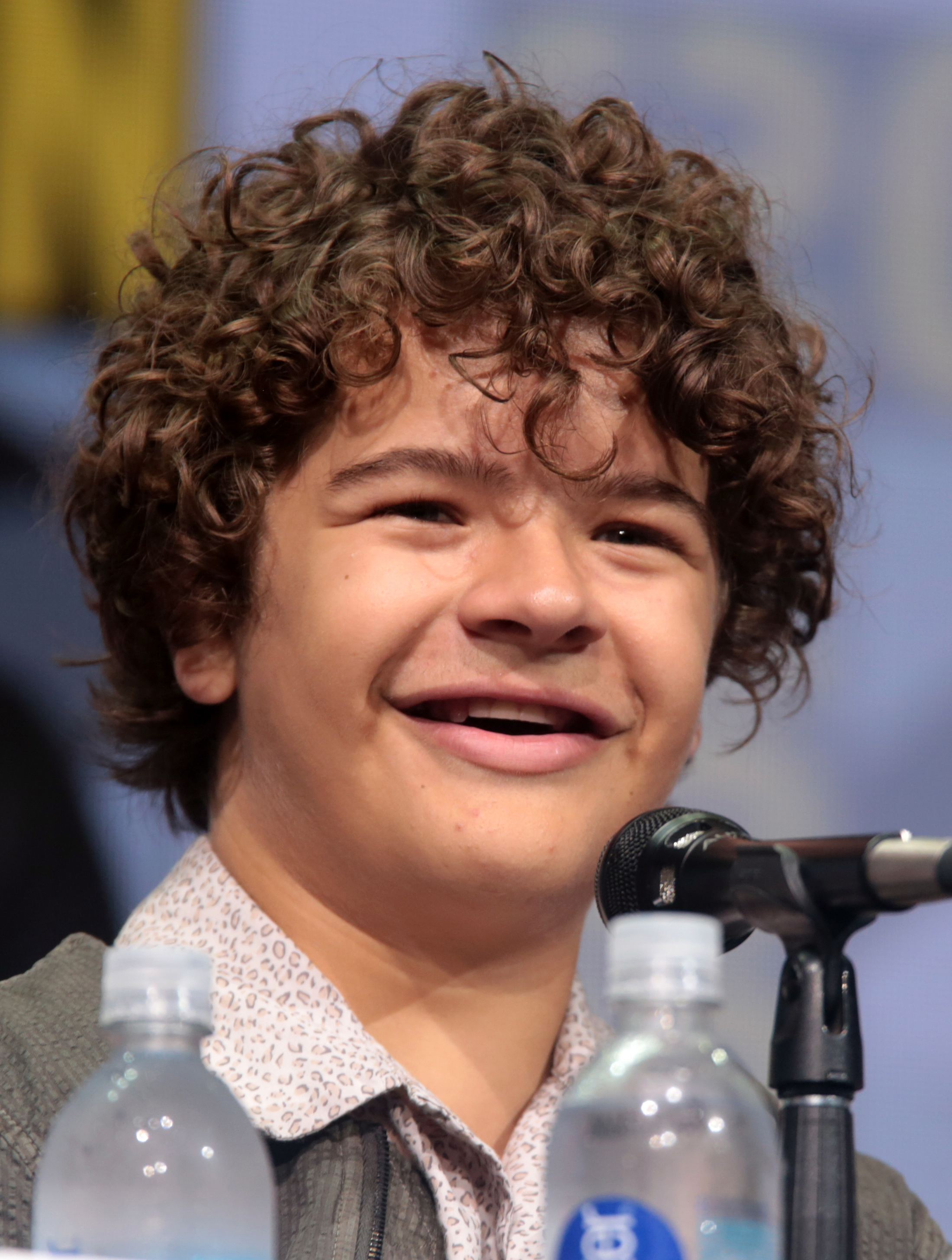
Ґейтен Матаразо
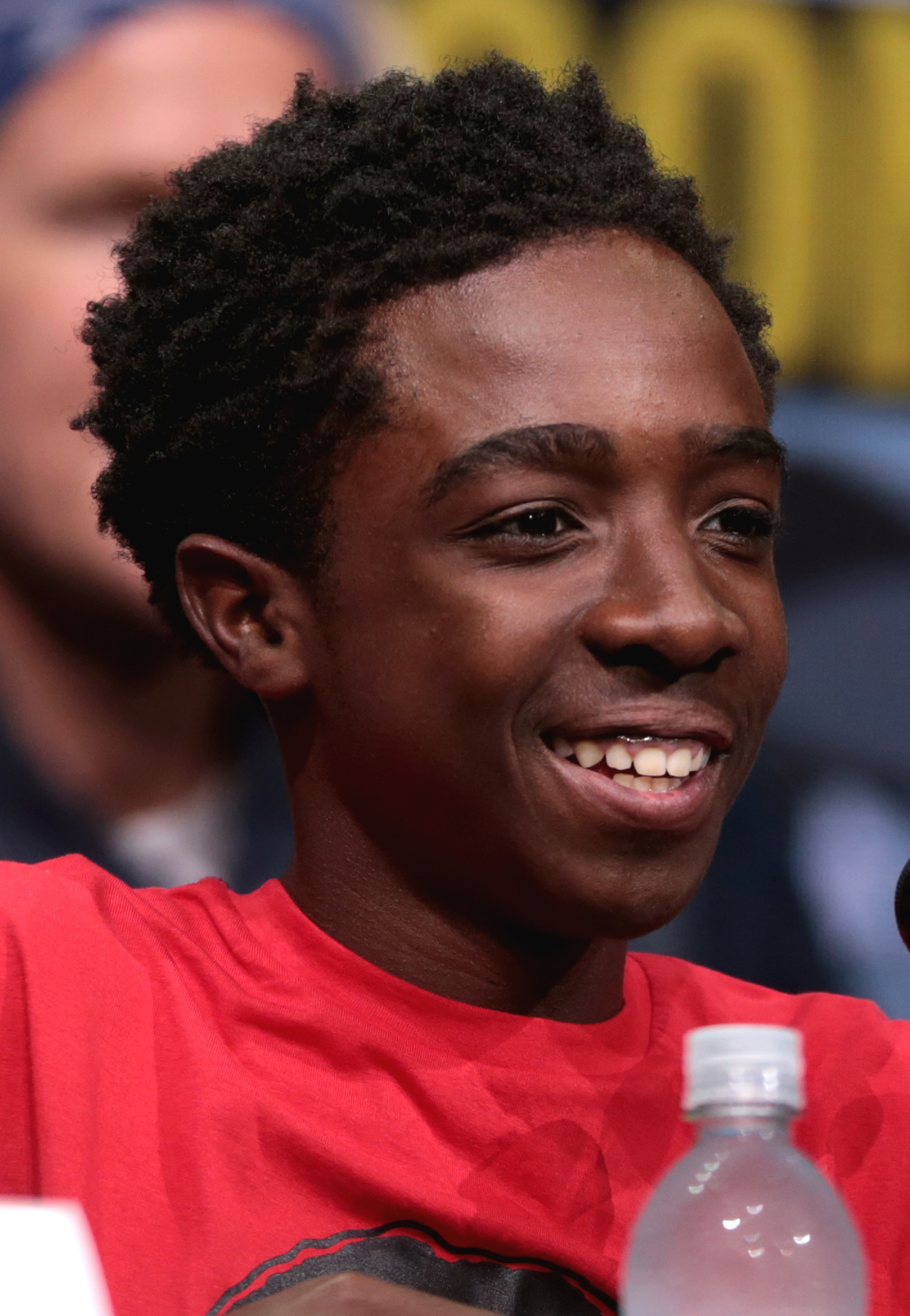
Калеб Маклафлін
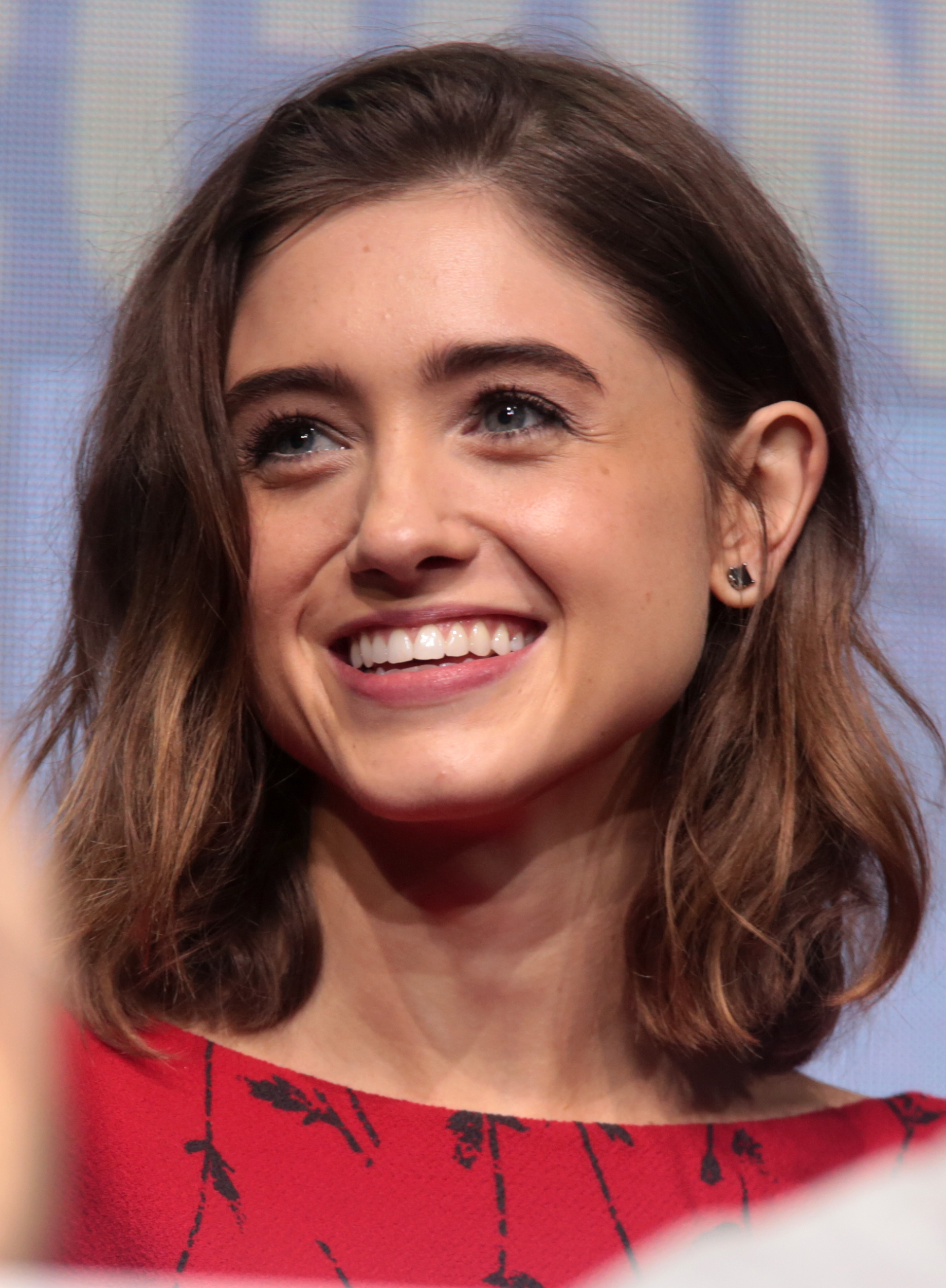
Наталія Даєр
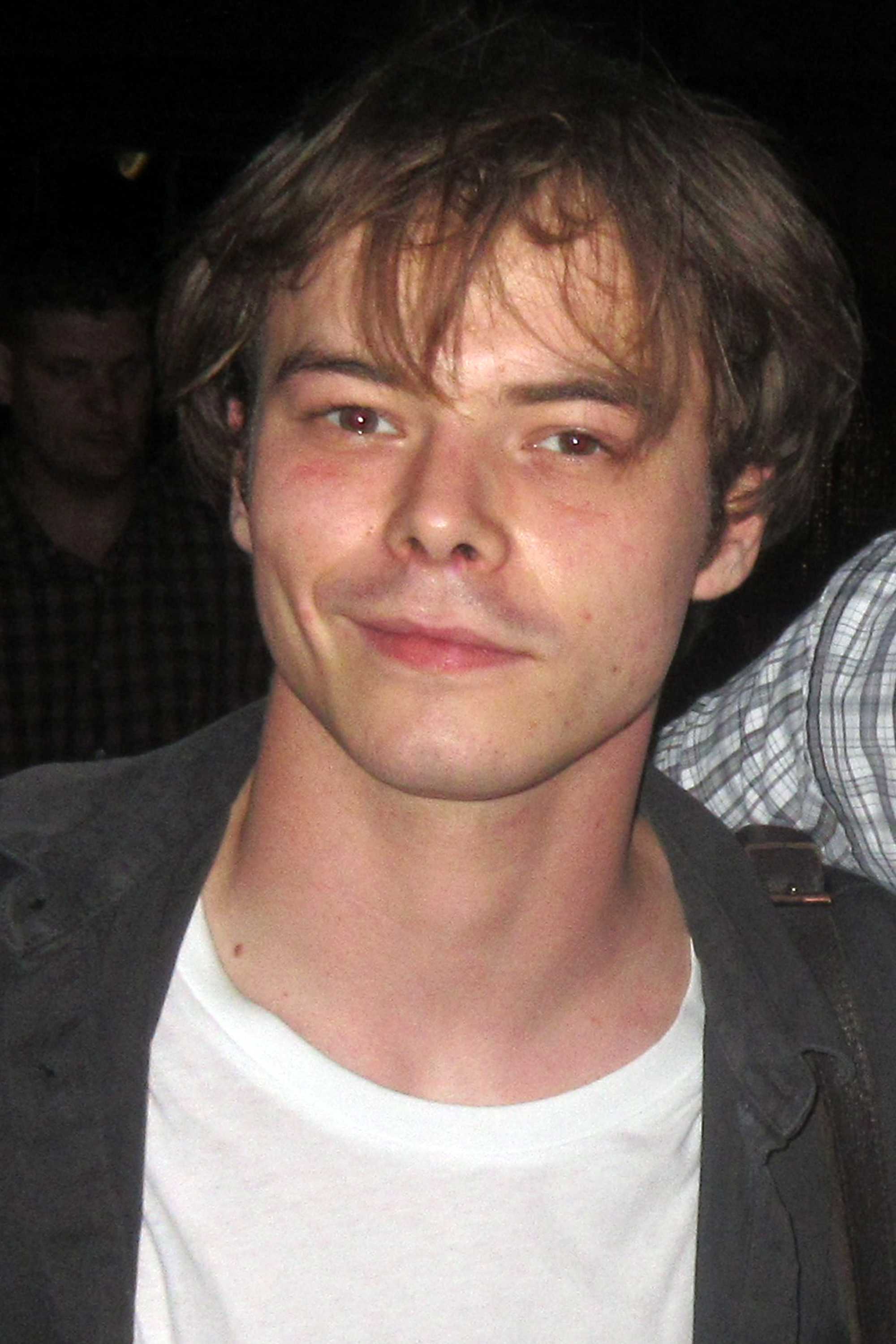
Чарлі Гітон

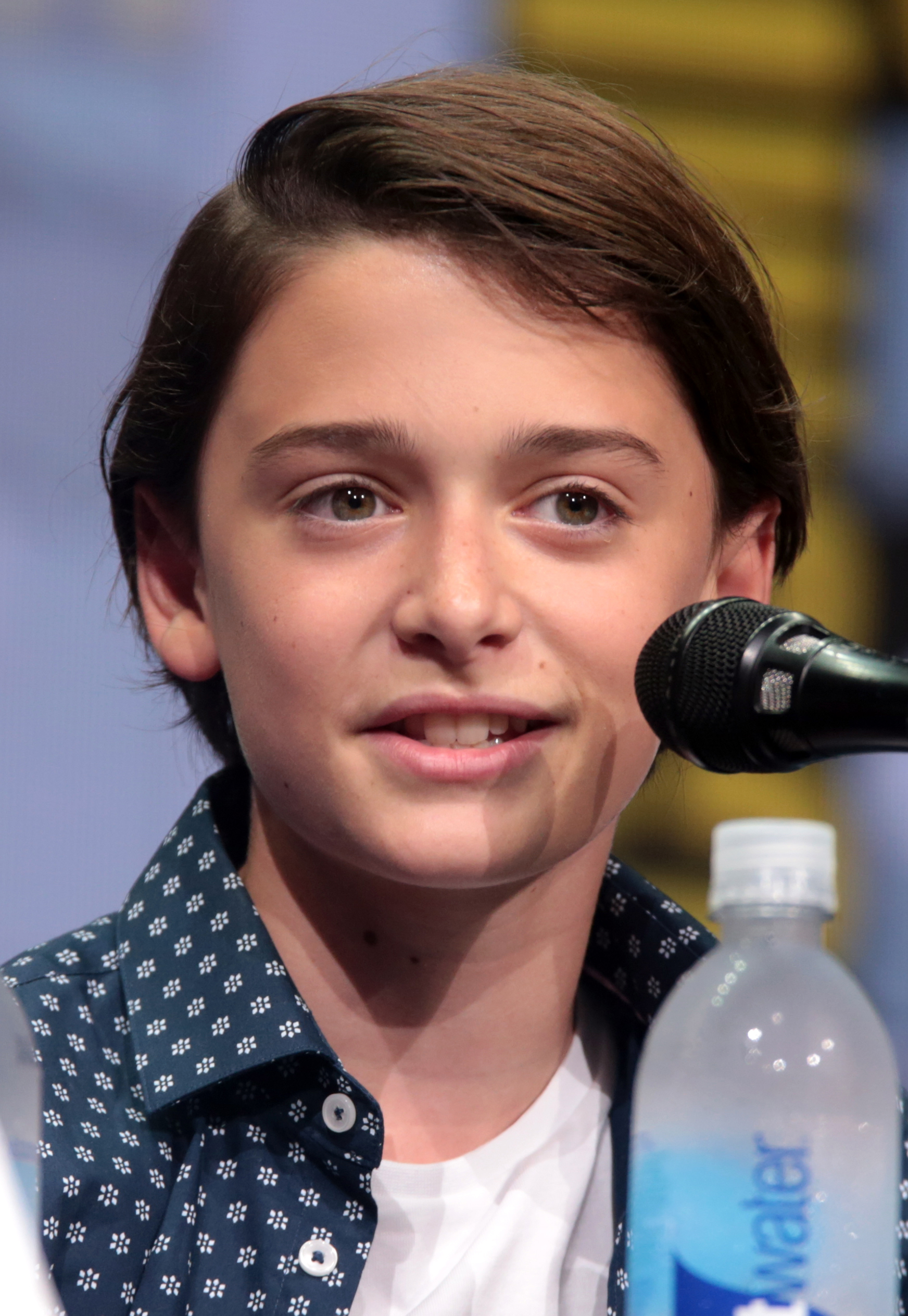
Ноа Шнап
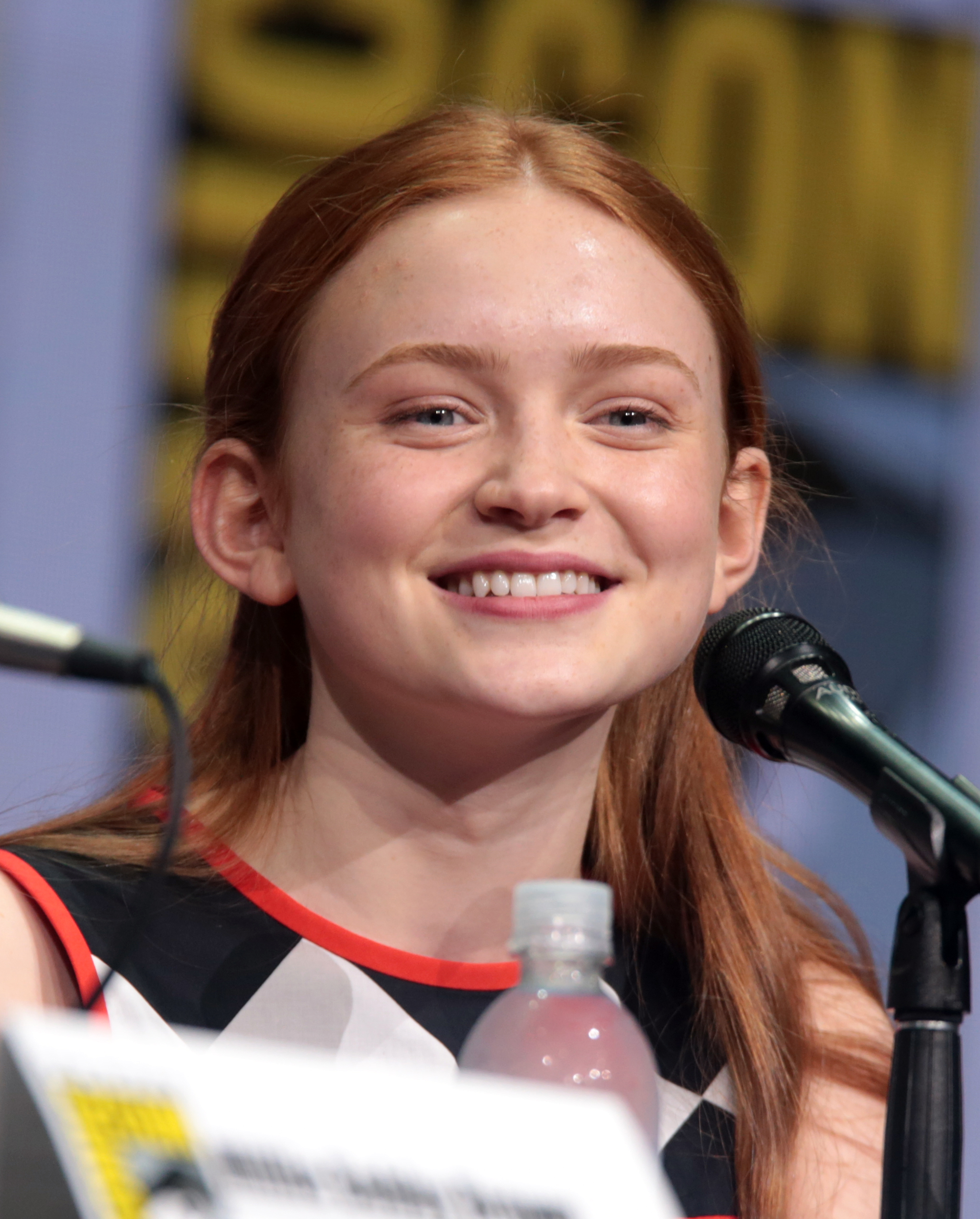
Сейді Сінк
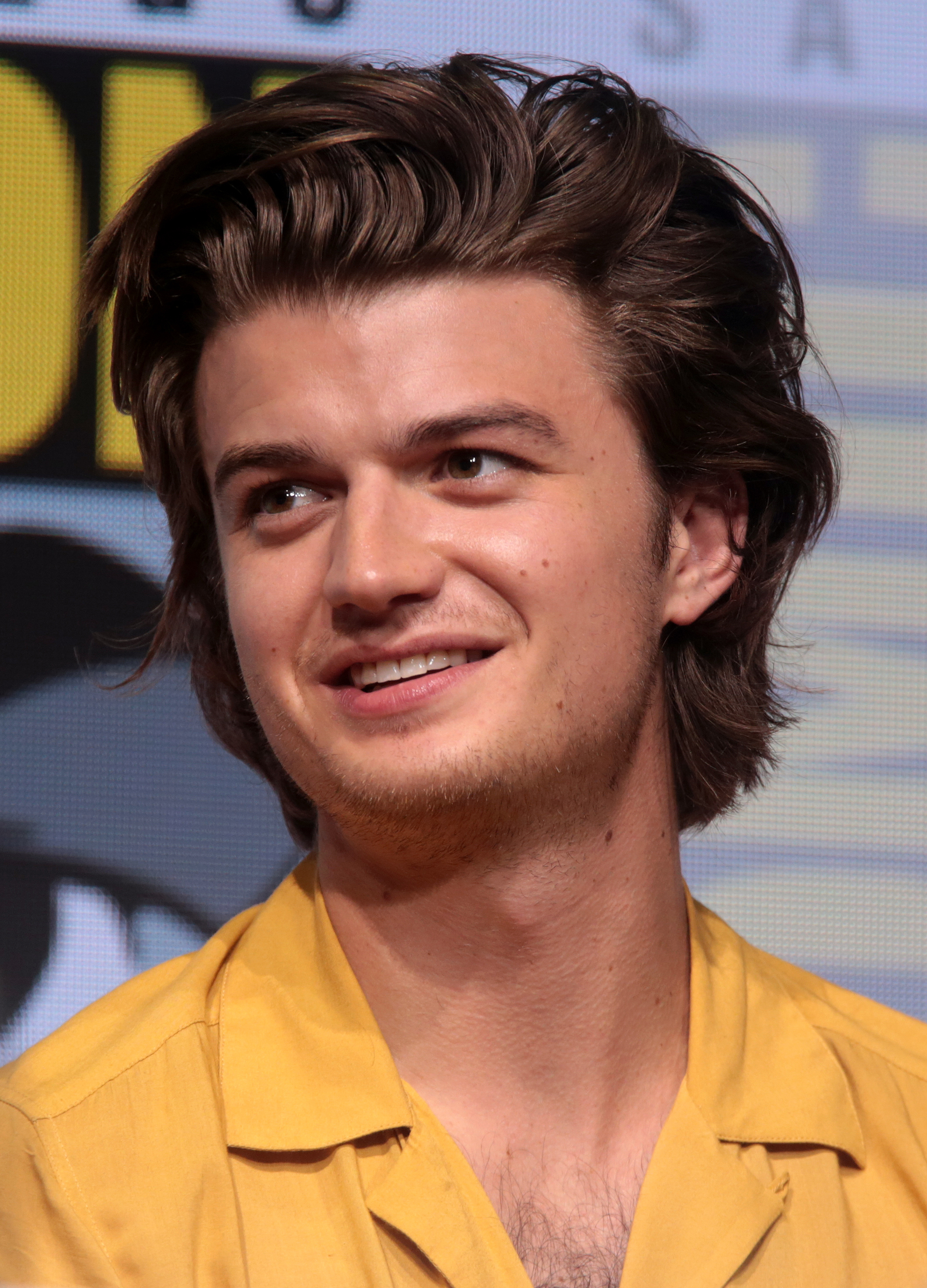
Джо Кірі
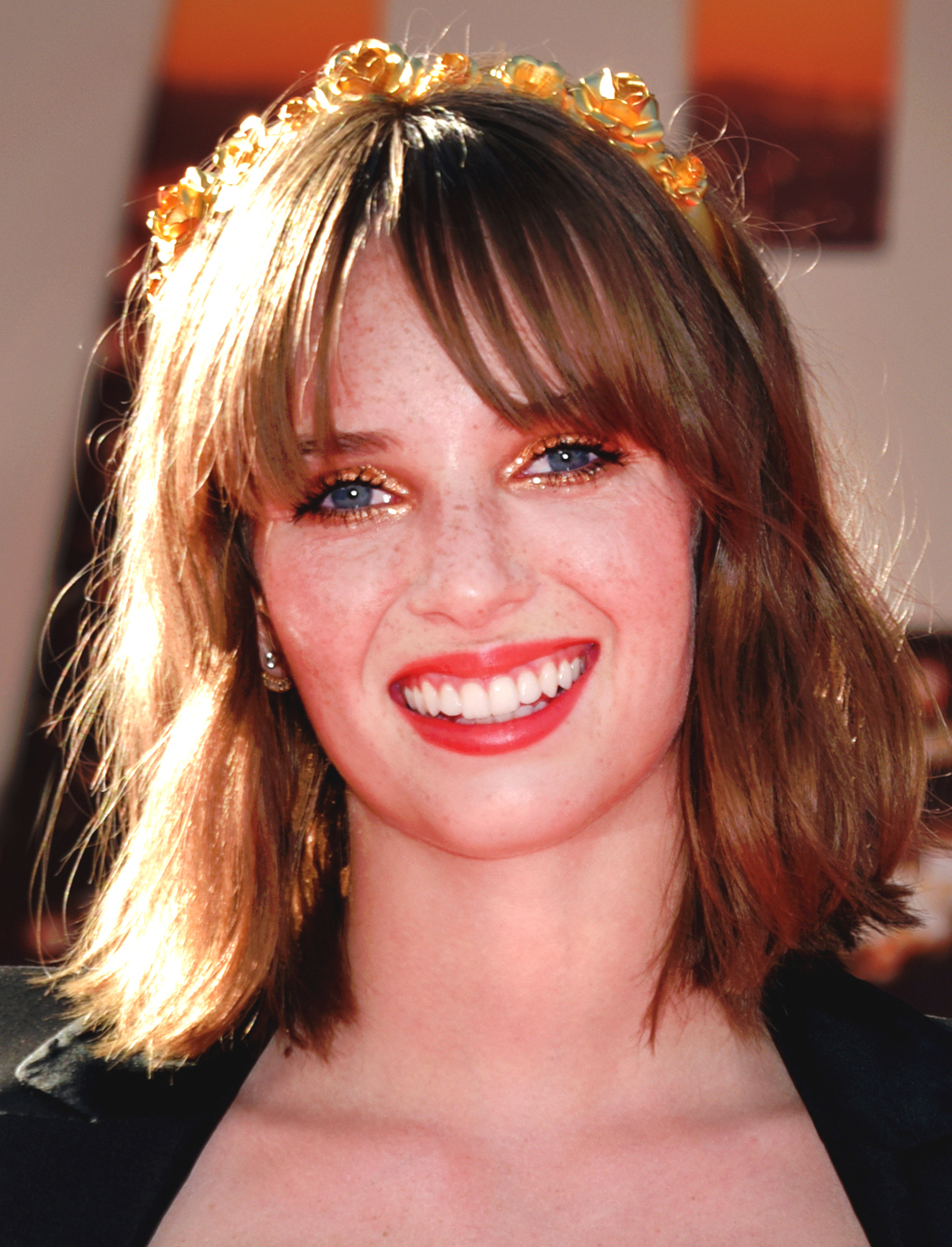
Мая Гоук
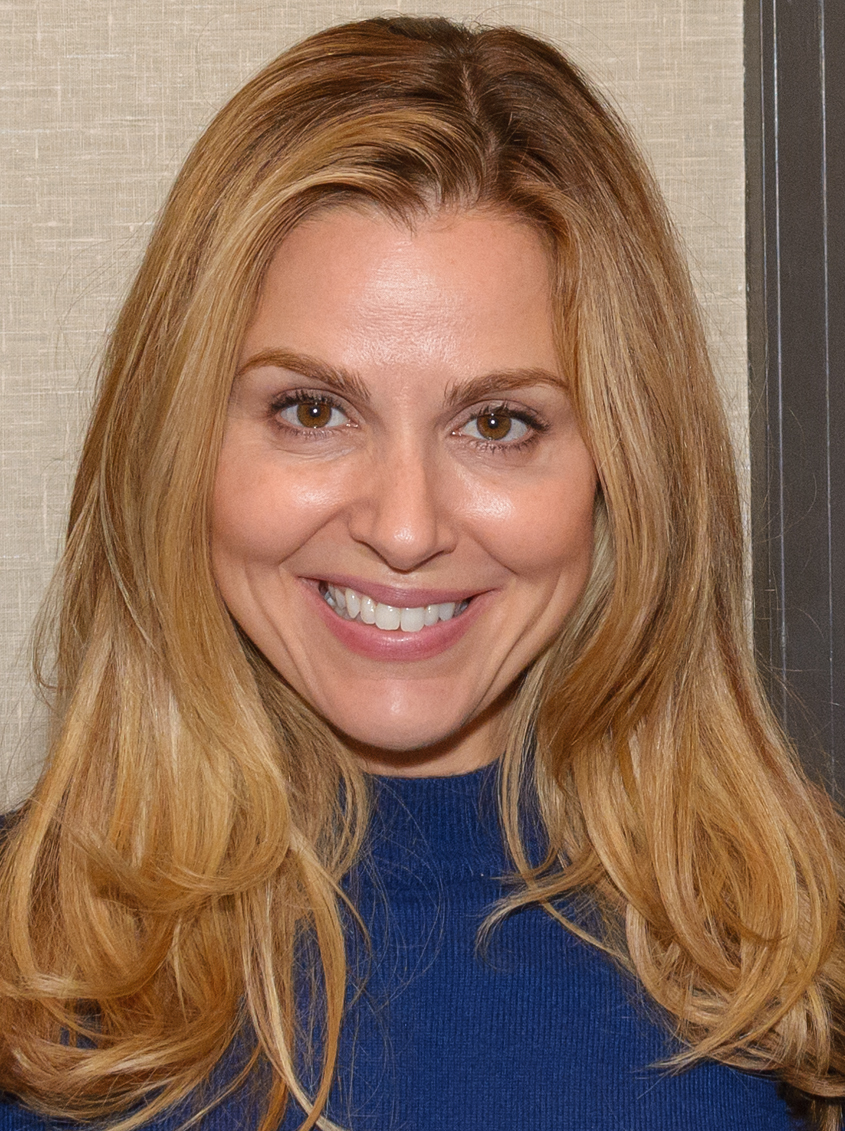
Кара Буоно
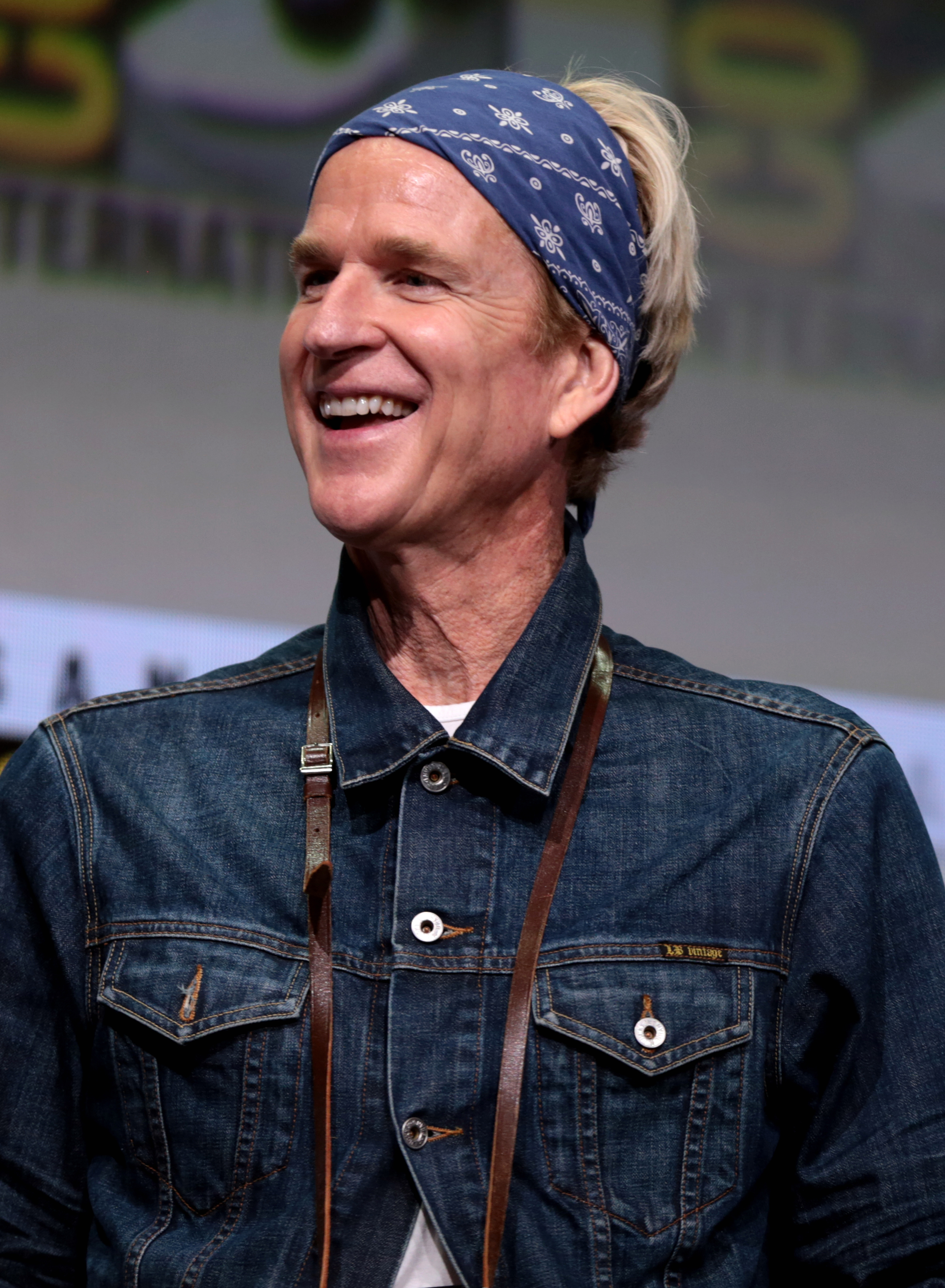
Метью Модайн
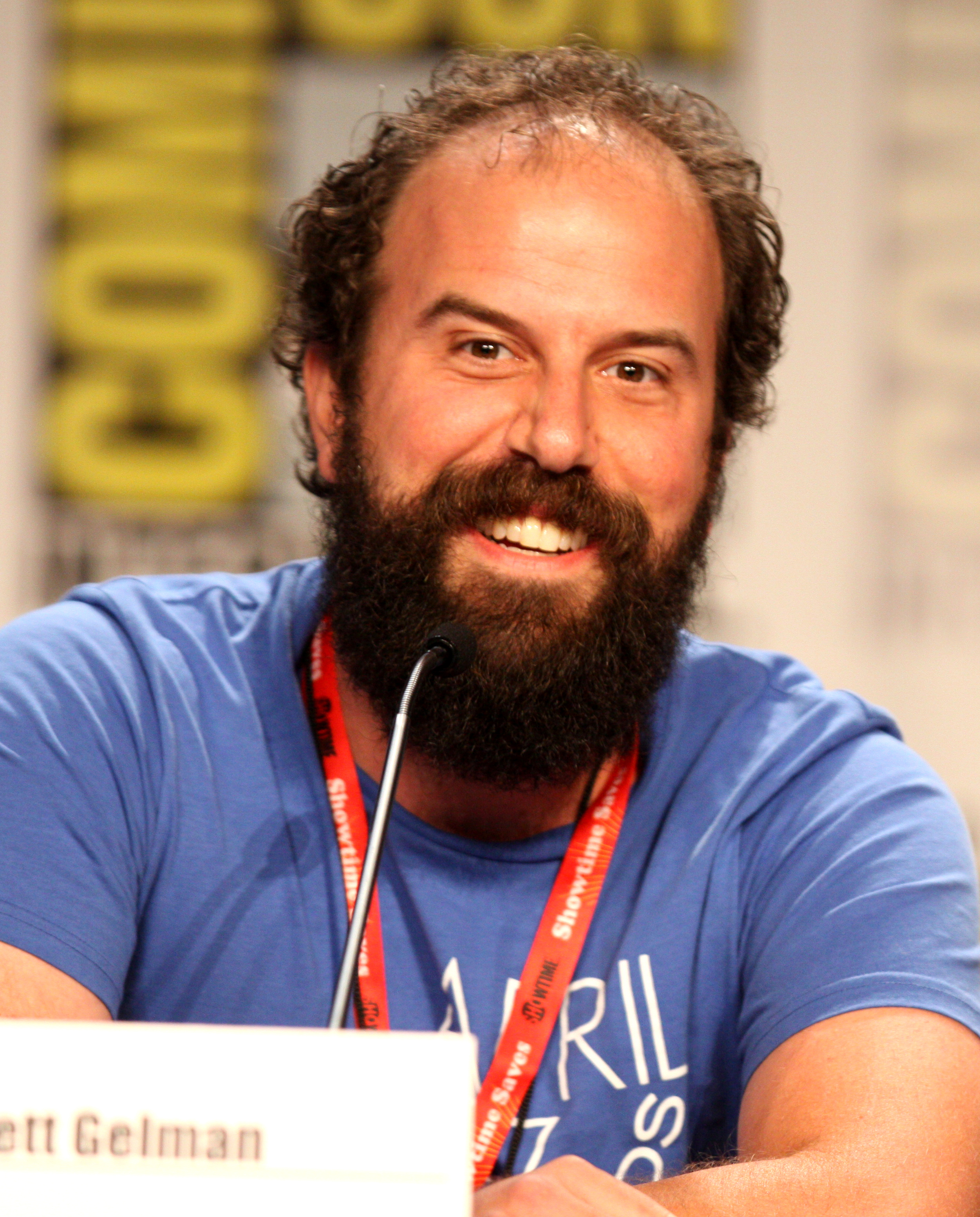
Брет Ґелман

### Джойс Баєрс
Джойс Баєрс (Вайнона Райдер) — матір Джонатана і Вілла, розлучена з їхнім батьком Лонні Байерсом. Джойс — дуже турботлива і вольова жінка, яка працює продавцем у магазині Melvald's General Store в центрі Гокінса. Вона народилася і виросла в Гокінсі, разом з Гоппером і Бобом відвідувала середню школу Гокінса.
У кінці третьоно сезона вона продає свій будинок та їде з Гокінса. Гоппер намагається переконати її піти з ним на побачення. Незважаючи на те, що у неї є до нього почуття, Джойс намагається не вступати в інші стосунки. В основному вона більше зацікавлена в тому, щоб з'ясувати, чому магніти в її будинку продовжують падати з холодильника, і, досліджуючи причину. Вони з Гоппером розкривають російську змову. Після проникнення в російську лабораторію під новим торговим центром Starcourt, де росіяни відкрили ще один портал у Навиворіт, Джойс змушена закрити портал, вимкнувши російську машину, яка використовувалася для його відкриття з Гоппером. На жаль, Хоппер ймовірно помирає. Джойс стає матір'ю для Одинадцять після того, як удочерила її, коли Хоппер нібито померає. Сім'я Байерс та Одпереїжджають до Каліфорнії через три місяці після смерті Гоппера.
В четвертому сезоні Джойс працює вдома. Вона отримує посилку з Росії, у якій була лялька, всередині якої є записка, яка повідомляє, що Гоппер живий. Вони з Мюрреєм телефонують за номером, зазначеним у записці, і зв'язуються з «Енцо», тюремним охоронцем, якого підкупив Гоппер, який вимагає 40 000 доларів в обмін на свободу Гоппера. Джойс отримує гроші і летить на Аляску з Мюрреєм, де вони зустрічають Юрія Ісмайлова, російського контрабандиста і пілота, який контрабандою перевозить американські товари в російський табір. Розуміючи прибуток, який можна отримати, Юрій Ісмайлов вживає наркотики Джойсу і Мюррею і летить їх до Росії. По дорозі Джойс і Мюррей нокаутують Юрія і розбиваються в пустелі. Вони змушують Юрія відвезти їх до табору для в'язнів, де Мюррей видає себе за Юрія, а Джойс і Юрі виступають як заручники. Двоє свідків Хоппер борються з Демогоргоном, але Джойс вдається його врятувати і возз'єднатися з ним.

### Джим Гоппер
Джеймс «Джим» Гоппер (Девід Гарбор), на прізвисько «Гоп», є начальником поліції Гокінса. Гоппер прожив у Гокінсі майже все своє життя, навчаючись у середній школі з Джойс і Бобом. Гоппер розлучився після того, як його маленька дочка Сара померла від раку, через що він впав у алкоголізм. Згодом він стає більш відповідальним, рятуючи Вілла від Демогоргона, а також приймаючи Одинадцять як свою прийомну дочку.
У третьому сезоні він намагається розлучити Майка та Одинадцять, оскільки їхні стосунки розвиваються занадто швидко для нього. Він намагається романтично завоювати Джойс. Через Джойс він втягується в розслідування про надприродне, і вони розкривають російську змову. Схоже, він загинув під час вибуху під торговим центром, спричиненого російською машиною, яка використовувалася для відкриття порталу в Навиворіт. У тизер-трейлері четвертого сезону («З Росії, з любов'ю…» — випущеного 14 лютого 2020 року) його показали живого у Росії.
Пережив вибух у торговому центрі, Гоппер потрапляє в полон до росіян і відправляється в табір на Камчатці, де він разом з іншими в'язнями працює на будівництві залізничної колії. Перебуваючи там, Гоппер підкупляє тюремного охоронця Антонова (Енцо) і працює з ним, щоб втекти з табору. Хопперу вдається втекти до сусіднього міста, але його знову схопили. Після того, як Антонов виявляється корумпованим охоронцем, він і Гоппер разом ув'язнені. Під час бенкету Гоппер розуміє, що його та інших ув'язнених наповнюють, щоб стати легкою здобиччю для майбутньої битви з Демогоргоном. Він запалює свою зброю, утримуючи Демогоргона надовго, щоб Джойс відвів Гоппера в безпеку. Гоппер і Джойс возз'єднуються.

### Одинадцять
Одинадцять (Міллі Боббі Браун) — дівчина, що володіє телекінезом. Прийомна дочка Гоппера. Над нею проводили досліди в лабораторії Гокінса. Після її втечі на початку першого сезону Од подружилася з Майком, Дастіном і Лукасом, які вірили, що вона може допомогти їм знайти Вілла. У дитячій грі Dungeons and Dragons вона є магом. Вона проводить більшу частину першого сезону ховаючись і тікаючи від «поганих людей», тобто працівників лабораторії. У фіналі першого сезону вона імовірно помирає після бою з Демогоргоном, в якому вона фактично вижила і застрягла в Навиворіт.
У другому сезоні, після подій фіналу першого сезону, показано, що Одинадцять втікає з Навиворіт через ворота в коридорі середньої школи Гокінса. Потім Гоппер стає її батьком, хоча він приховує її від Майка, Лукаса та Дастіна заради ж її безпеки. Почуваючись ізольованою, вона тимчасово тікає з Гокінса в пошуках своєї біологічної матері Террі Айвз, а також потрапляє в Чикаго, де зустрічає дівчину на ім'я Калі (номер 008) та її групу. Незважаючи на те, що пройшов шлях самопізнання, Одинадцять зрештою повертається до Гокінса і закриває ворота до Перевернутого під лабораторією. Гоппер законно усиновлює її як свою дочку.
У третьому сезоні вона зустрічається з Майком. Наприкінці сезону вона втрачає свої здібності, а також Гоппера. Переїжджає з родиною Баєрс у Ленора Гіллз, Каліфорнія.
У четвертому сезоні Одинадцять починає ходити до школи і бореться з втратою своїх здібностей, а також із знущаннями з боку дівчини на ім'я Анжела. Коли Майк приходить у гості, Олівен прикидається, що у неї багато друзів, щоб догодити Майку, але її принижують на роликовому ковзанці і в помсту б'є Анжелу по обличчю роликовим ковзаном. Її взяли під варту поліції, але доктор Оуенс перехоплює її арешт і забирає з собою. Він пояснює, що Гокінс в небезпеці і працює над програмою, яка, можливо, зможе повернути сили Одинадцяти. Одинадцять погоджується взяти участь, ризикуючи, що вона ніколи більше не побачить своїх друзів. Одинадцять доставляють до установи в Неваді і виявляє, що доктор Бреннер все ще живий.
Одинадцять поміщається в резервуар для сенсорної депривації (названий NINA) і знову переживає свої пригнічені спогади про час перебування в лабораторії Гокінса. Одинадцять намагається втекти з закладу, але виявляє, що її сили повільно повертаються, переконуючи її залишитися. Вона виявляє, що інші діти часто піддавалися остракизму, але доброзичливий санітар наглядав і давав їй поради, як контролювати свої сили. Санитар, який фактично є суб'єктом 001 в експериментах Бреннера, маніпулював Од, щоб видалити імплант на його шиї, який пригнічував його сили, а потім продовжив різанину решти дітей і персоналу в лабораторії. 001 виявився Генрі Крілом, який убив свою матір і сестру в 1950-х роках і за це заарештував батька. Генрі намагався вбити Одинадцять після того, як вона відмовилася допомогти йому викорінити людство, але Одинадцять подолав Генрі і відправив його в Навиворіт (де він став Векною). Бреннер наткнувся на Одинадцять, оточений тілами інших дітей, і взяв на себе відповідальність за різанину. Молоду Одинадцять зображує Марті Блер, а також візуальні ефекти.

### Майк Вілер
Майкл «Майк» Вілер (Фінн Вулфгард) — син Карен і Теда Вілер, молодший брат Ненсі та старший брат Холлі, дружить з Лукасом, Дастіном та Віллом. Майк — розумний і сумлінний школяр, відданий Лукасу, Дастіну та Віллу. У їхній вечірці Dungeons and Dragons Майк є їхнім паладином і зазвичай грає роль господаря підземелля. Здається, він розвиває почуття до Одинадцять. 
У другому сезоні він починає більше часу проводити з Віллом і, здається, стає з ним тіснішим. Він перший, кому Вілл розкриває свої явні спогади про Навиворіт, і він супроводжує Джойс, Боба та Вілла в лабораторію, коли здоров'я Вілла погіршується. Коли Одинадцять з'являється знову, він вдячний за те, що їм не довелося битися в битві без неї, але злиться на Хоппера за те, що він приховував її протягом минулого року. Через місяць вони разом відвідують шкільну вечірку і цілуються.
Наступного літа вони з Од починають зустрічатися, але Гопперу вдається їх розлучити, оскільки вони проводять занадто багато часу разом і мають токсичні та нав'язливі стосунки. Коли Макс каже їй, що він їй не потрібен, і пояснює більше про те, як Майк обдурив її, Одинадцять зрештою розлучається з Майком. Майк сказав, що любить Од, і проєктує на неї свої почуття, але намагається знайти правильні слова. У той день, коли Од і сім'я Баєрс переїжджають, Вілл каже Майку, що він не може приєднатися до нової партії. Майк обіцяє їй підтримувати зв'язок і планує відвідування на День подяки та Різдво. Потім Одинадцять каже Майку, що вона його любить, і цілує його, перш ніж залишити Гокінса з родиною Баєрсів.
Під час весняних канікул Майк їде до Каліфорнії, щоб відвідати Одинадцять, і стає свідком знущань над нею з боку дівчини на ім'я Анжела. Після того, як Овенс відвозить Одинадцять до закладу, який допоможе їй відновити свої сили, Майка, Вілла та Джонатана поміщають під домашній арешт під наглядом агентів Овенса, щоб запобігти витоку інформації про місцезнаходження Овенса. Озброєні солдати атакують будинок, тому всі троє втікають за допомогою Аргайла, друга Джонатана, що кидає камінь. Використовуючи ручку, надану потерпілим агентом Овенса, вони знаходять номер телефону проекту NINA і залучаються до допомоги дівчини Дастіна Сьюзі в Солт-Лейк-Сіті.

### Дастін Гендерсон
Дастін Гендерсон (Гейтен Матараццо) — єдина дитина Клаудії Гендерсон, друг Майка, Вілла та Лукаса, є кмітливим хлопчиком, чия ключично-черепна дисплазія змушує його шепелявити. У партії Dungeons and Dragons Дастін — Бард, який, можливо, має найширші знання про гру, зокрема про монстрів. Він закоханий в Ненсі, і хоча він і Лукас відчувають почуття до Макса в другому сезоні, Лукас і Макс в кінцевому підсумку опиняються разом. Він також дружить зі Стівом, який дає йому поради, як зробити так, щоб він сподобався дівчатам.
До третього сезону Дастін проводить місяць у науковому таборі і, завдяки пораді Стіва, може завести дівчину Сьюзі, яку він стверджує, що є геніальною і «гарячіша за Фібі Кейтс». Його друзі скептично ставляться до того, чи існує вона насправді, оскільки він не може зв'язатися з нею через свою імпровізовану радіовежу «Cerebro». Натомість Дастін виявляє закодовану російську передачу і разом зі Стівом, Робіном та Ерікою вирушає в підземне лігво росіянина. Пізніше він доводить існування Сьюзі, коли зв'язується з нею та заспівав у фіналі сезону.
Тепер у старшій школі Дастін, Майк і Лукас приєднуються до клубу Dungeons & Dragon під назвою «The Hellfire Club», який очолює ексцентричний Едді Мансон. Після того, як Кріссі Каннінгем була вбита невідомою істотою, Дастін називає цю сутність «Векна». Дастін і його група зустрічаються в будинку Кріл і виявляють мерехтливі вогні, які вони використовують, щоб простежити рухи Векни в Догори дном. Виявивши в Озері Коханих ворота до Навиворіт, Стів, Едді, Ненсі і Робін проходять через них, а Дастін, Лукас і Макс повертаються до дому Уілерів, де їх допитує поліція. Використовуючи Lite-Brite, Дастін і його група зв'язуються з групою в Догори ногами і повідомляють їм, що Векна створив ворота на кожній сцені, де він вбив. Група Upside Down відправляється до місця смерті Кріссі і за допомогою Дастіна переходить на земну площину.

### Лукас Сінклер
Лукас Чарльз Сінклер (Калеб Маклафлін), старша дитина Сью та Чарльза Сінклера, старший брат Еріки, є другом Майка, Вілла та Дастіна. Спочатку Лукас насторожено ставиться до Одинадцять, але згодом подружиться з нею.
У другому сезоні він стає любов'ю Макс. У їхній вечірці Dungeons and Dragons Лукас є рейнджером. Він дуже вправно користується рогаткою, яку партія називає «Рокета на зап'ясті»; У перших двох сезонах рогатка використовується для комедійного ефекту як безнадійний захист в останню хвилину, але в третьому сезоні використовується для порятунку команди від небезпеки.
У старшій школі Лукас приєднується до клубу «Пекельний вогонь» і баскетбольної команди, але намагається знайти час для обох клубів. Він вирішує відвідати матч чемпіонату баскетбольної команди замість закінчення кампанії Едді, і він забиває переможну гру, свідками якої Дастін і Майк не можуть стати. Команда проводить вечірку після вечірки в Benny's Burgers, де поліція повідомляє їм про смерть Кріссі. Капітан команди Джейсон вважає, що Едді вбив Кріссі, і веде команду на полювання на нього. Коли згадується ім'я Дастіна, Лукас розуміє, що йому загрожує небезпека, і покидає команду, щоб повідомити йому. На кладовищі Він разом з Дастіном і Стівом допомагають Максу втекти з Векни і втішає її після того, як вона втеча. Поки решта вирушають у Догори ногами, Лукас, Дастін і Макс повертаються до дому Вілерів і використовують Lite-Brite для спілкування з групою в Догоранні. Він допомагає Дастіну врятувати їх на місці вбивства Кріссі в трейлері Едді.

### Ненсі Вілер
Ненсі Вілер (Наталія Даєр) — старша дочка Карен і Теда Вілерів і старша сестра Майка і Голлі. Ненсі є чимось ізгоєм у школі, поки Стів Гаррінґтон не зацікавився нею.
Їхні стосунки тривають до кінця другого сезону, коли вона починає зустрічатися з Джонатаном після невеликої допомоги від Мюррея. Вона дуже добре володіє вогнепальною зброєю, незважаючи на помітну відсутність підготовки чи практики. Її бачили з пістолетами, револьверами, гвинтівками та рушницями.
У третьому сезоні Ненсі і Джонатан працюють стажерами в Hawkins Post, де Ненсі зазнає сексистських домагань з боку свого начальства-чоловіка. Врешті-решт її та Джонатана звільняють за те, що вони переслідували історію проти бажання їх редактора, але Ненсі продовжує розслідування справи, що приводить її до численних зустрічей із Здертим, яким керує Ловчик розуму з ніг на голову через Біллі.
У четвертому сезоні Ненсі починає працювати редактором у своїй шкільній газеті разом зі своїм колегою Фредом Бенсоном. Коли Векна вбиває Кріссі, Ненсі та Фред розслідують її місце злочину, де Ненсі розпитує сусіда Макса і дізнається про Віктора Кріла, чоловіка, який вбив свою сім'ю і був ув'язнений у притулку Пеннхерста. Коли Векна вбиває Фреда, Ненсі возз'єднується з бандою і отримує інформацію про Векну. Ненсі і Робін йдуть до бібліотеки, щоб знайти інформацію про Кріла, де дізнаються, що він звинуватив у вбивствах своєї сім'ї демона, яким, на їхню думку, є Векна. Вони відвідують Кріла в Пеннхерсті, де він знову переживає свої спогади про вбивства своєї родини. Ненсі, Стів, Робін та Едді занурюються в Догори дном і йдуть до місця вбивства Кріссі, де повертаються в Земне Царство, пройшовши крізь ворота. Однак Векна вводить Ненсі в транс і дізнається, що він насправді Генрі Кріл, син Віктора Кріла, який насправді вбив свою сім'ю і звинуватив у їх смерті свого батька.

### Вілл Байерс
Вільям «Вілл» Байерс (Ноа Шнапп), молодший брат Джонатана і молодший син Джойс, — сором'язливий, добрий і часто боязкий хлопчик. У груповій вечірці Dungeons and Dragons Вілл є Кліриком, але пізніше іноді грає роль Майстра підземелля; його називають «Віл Мудрим». У першому сезоні він зникає десь поблизу «Темнолісся» після зустрічі з монстром, який втік через розрив до Навиворі", альтернативного виміру, виявленого вченими лабораторії Гокінса. Шнапп був підвищений до регулярного серіалу в другому сезоні після повторення в першому.
У третьому сезоні заклопотаність його друзів своїми подругами призвела до того, що Вілл почувається диваком. Його посилання на Пожиратель розуму допомагає групі знати, коли вона активна. Наприкінці сезону він переїжджає з Хокінза разом з Джойс, Джонатаном та Одинадцять.
У четвертому сезоні Вілл починає малювати для невідомої людини, водночас стає свідком знущань Анжела з Одинадцятої. Після зіткнення з Майком через їхні стосунки, двоє свідків Eleven б'ють Анджелу по обличчю у відповідь. Після того, як агенти Оуенса помістили їх під домашній арешт, їх рятує Аргайл. Знайшовши номер NINA, вони звертаються за допомогою до дівчини Дастіна Сьюзі в Солт-Лейк-Сіті.

### Джонатан Баєрс
Джонатан Баєрс (Чарлі Гітон) — старший брат Вілла і старший син Джойса, тихий і вважається аутсайдером у школі Гокінза. Він початківець фотограф і дуже близький зі своєю мамою Джойс та його братом Віллом.
Він починає зустрічатися з Ненсі в кінці другого сезону. Вони обидва стають стажерами в Hawkins Post у третьому сезоні, але врешті-решт їх редактор звільняє за те, що вони продовжили історію. Він бореться з поганими хлопцями з Навиворіт, перш ніж він і його родина вирішують переїхати до Ленора-Гіллз, Каліфорнія.
Джонатан заводить нового друга на ім'я Аргайл, з яким він курить марихуану і приховує це від Джойс. Після того, як він, Вілл і Майк поміщені під домашній арешт, Джонатан просить Аргайла врятувати їх від агентів Овенса. Коли на них нападають озброєні солдати, Аргайл веде їх у безпеку. Джонатан, який планував навчатися в коледжі з Ненсі, розповідає Аргайлу, що його прийняли до громадського коледжу в Ленора-Гіллз. Отримавши номер NINA, вони звертаються за допомогою до Сьюзі, яка проживає в Солт-Лейк-Сіті, штат Юта.

### Карен Вілер
Карен Вілер (Кара Буоно) — мати Ненсі, Майка та Холлі та дружина Теда. Вона любляча мати, яка майже не знає про діяльність своїх дітей.
Наприкінці другого сезону та на початку третього вона розвиває сексуальний потяг до Біллі Гарґроува, частково через нудьгу зі своєю родиною, але в кінцевому підсумку вирішує не діяти відповідно до цих почуттів. Вона заохочує свою дочку Ненсі продовжувати вести історію, над якою вона була звільнена за роботу всупереч наказу редактора.

### Мартін Бреннер
Мартін Бреннер (Метью Модайн) — головний науковець Лабораторії Гокінса та проведених там експериментів. Він черствий і маніпулятивний учений, який викрав Од у її матері Террі Айвз, яку пізніше піддав електрошоковій терапії, щоб знищити розум і думки жінки. Потім Бреннер провів Одинадцять через численні експерименти, перш ніж вона втекла після того, як використала свої здібності, щоб встановити зв'язок з Навиворіт. Він і його команда полюють на неї по всьому Хокінсу, приховуючи дії Демогоргона, якого вони несвідомо випустили. Очевидно, Бреннер був убитий Демогоргоном у фіналі першого сезону, хоча колишній працівник на ім'я Рей стверджував, що Бреннер був ще живий під час його спроби благати за своє життя перед Од і Калі.
У четвертому сезоні виявляється, що Бреннер все ще живий і працює з доктором Овенсом над проектом під назвою «НІНА», який, як вони сподіваються, може відновити сили Одинадцяти. NINA — це спеціалізований резервуар для сенсорної депривації, який дозволяє Одинадцять яскраво згадує спогади про час, проведений у лабораторії Гокінса. Спогади про 1979 рік показують, що Бреннер експериментував принаймні з тринадцятьма дітьми разом з Од, поки всі вони, крім неї, не були таємничим чином вбиті. Бреннер звинуватив Од у різанині.

### Макс Мейфілд
Максін «Макс» Мейфілд (Седі Сінк) — біологічна дочка Сьюзан Гарґроув, молодша зведена сестра Біллі, завзята скейтбордистка і сорванка із групи, яка привертає увагу Лукаса, коли стає відомо, що вона має найвищий бал у Dig Dug. Хоча вона ніколи не грала в Dungeons and Dragons, вона називає себе «зумером» вечірки, незважаючи на наполягання Майка, що цей термін вигаданий. Вона стверджує, що роль «зумера» — перевозити групу з місця на місце. У другому сезоні, коли вона дуже вправно керує автомобілем, вона каже Майку: «Бачиш? Зумер». Макс часто показується в суперечці з Біллі.
У третьому сезоні вона і Лукас зустрічаються після імовірних множинних розривів. Одинадцять звертається до неї за порадою, коли вона підозрює, що Майк бреше їй, і Макс переконує її, що Майк міг зробити це, щоб підіграти своїм друзям. Макс допомагає Одинадцять досліджувати зовнішній світ, стає близьким другом. Також показано, що вона є шанувальником Диво-жінки.
У четвертому сезоні Макс бореться зі смертю Біллі і часто відвідує кабінет консультанта через симптоми посттравматичного стресового стресу. Вона стає свідком, як Едді та Кріссі разом заходять у його трейлер, а пізніше бачить, як він тікає. Дізнавшись про смерть Кріссі, вона повідомляє цю інформацію Дастіну, тому вони вистежують одного з друзів Едді, щоб дізнатися місцезнаходження Едді. Згадавши, що Кріссі відвідувала кабінет консультанта перед смертю, вона вривається в школу і знаходить своє, а також файли Фреда. Вона дізнається, що і Кріссі, і Фред страждали від симптомів посттравматичного стресового стресу, подібних до її, і вона усвідомлює, що вона наступна в списку хіт Векни. Вона пише листи своїй родині і читає Біллі на його могилі. Векна вводить її в транс, але Лукас, Стів і Дастін дізнаються від Ненсі і Робін, що музика може допомогти їй уникнути Векни і зіграти її улюблену пісню, рятуючи її від Векни. Після того, як Едді, Ненсі, Стів і Робін занурюються в Догори ногами, Макс та інші повертаються до резиденції Вілерів і спілкуються з бандою Навиворіт за допомогою Lite-Brite. Вони йдуть до трейлера Едді і рятують їх з Навиворіт.

### Стів Гаррінґтон
Стів Гаррінґтон (Джо Кірі) — популярний учень у школі. Він намагається налагодити стосунки з Ненсі і знущається над Джонатаном, хоча починає шкодувати про це.
Кірі був переведений на головну роль в серіал, починаючи з другого сезону, після повторюваної в першому. Потім Стів зіграв більш помітну роль, розвинувши братові стосунки з Дастіном і ставши «мамою» основної групи дітей. Стів є власником того, що друзі називають «битою», бейсбольної битою з кількома великими цвяхами, вбитими в її головку, створеної Джонатаном для боротьби з Демогоргоном. Хоча він не мав довготривалого ефекту проти Демогоргона, він зміг вбити деяких собак-демо-псів.
У третьому сезоні він працює в торговому центрі Starcourt Mall в Scoops Ahoy з Робін Баклі, до якої він згодом починає відчувати почуття, хоча його відмовляють після того, як вона розкриває, що вона лесбійка. Він, Робін, Дастін і Еріка відкривають секретну російську базу під торговим центром Starcourt Mall, де він згодом ув'язнений росіянами разом із Робіном. Пізніше він відвозить Робіна, Дастіна та Еріку туди, де Дастін зібрав радіовежу під назвою «Cerebro», щоб зв'язатися зі своєю дівчиною Сьюзі. Почувши, що ще одна сторона застрягла в Старкорті, він і Робін відправляються туди і врятують групу від здертого Біллі Харгроува. Через три місяці вони з Робіном намагаються влаштуватися на роботу в місцевому відеомагазині, куди його найняли єдиною причиною, що він є «магнітом для курчат».
У четвертому сезоні Стів продовжує працювати з Робіном в місцевому відеомагазині і починає ревнувати до відносин Дастіна з Едді. Також показано, що він відчуває тривалі почуття до Ненсі. Він бере один для команди і пірнає в Озеро Закоханих, де виявляє ворота до Перевернутого. Його тягнуть через ворота і на нього нападають демобати, але Ненсі, Робін та Едді рятують його. Незважаючи на поранення, Стів слідує за ними до будинку Ненсі, де вони знаходять спосіб використовувати старий Lite-Brite для спілкування з групою в Гокінсі. Вони йдуть до трейлера Едді і проходять через ворота, але Стів стає свідком, як Ненсі входить у транс від Векни.

### Робін Баклі
Робін Баклі (Мая Гоук) — «альтернативна» дівчина, представлена в третьому сезоні, яка працювала разом зі Стівом у кафе-морозиво Starcourt Mall «Scoops Ahoy!». Вона саркастична і нудьгує на роботі, вільно володіє англійською, іспанською, французькою та італійською мовами, і дражнить Стіва про його нездатність фліртувати з дівчатами. Робін розшифровує повідомлення російського радіо і знаходить базу разом зі Стівом, Дастіном та Ерікою. Стверджуючи, що вона була одержима Стівом у середній школі, вплив сироватки правди показує, що вона насправді прагнула уваги однієї з численних шанувальників Стіва, Таммі Томпсон, виявляючи, що вона лесбійка.
У четвертому сезоні Робін продовжує працювати зі Стівом у місцевому відеомагазині, одночасно закохавшись у однокласницю шкільного гурту на ім'я Вікі. Знайшовши Едді, Ненсі та Робін йдуть до бібліотеки та шукають інформацію про Кріла, дізнаючись, що Кріл звинуватив у вбивствах своєї родини демона, яким, на їхню думку, є Векна. Вони відвідують Кріла в притулку Пеннхерста, де він знову переживає вбивства своєї родини. Після того, як Стіва затягують у Догори дном, Робін, Ненсі та Едді слідують за ним. Після спілкування з групою в Земному Царстві вони врятовані від Перевернутого в трейлері Едді.

### Еріка Сінклер
Еріка Сінклер (Прія Ферґюсон) — молодша дитина Сью та Чарльза Сінклерів і молодша сестра Лукаса. Представлена в другому сезоні як повторюваний персонаж, у третьому сезоні вона була підвищена до регулярного серіалу. Вона допомагає Дастіну, Стіву та Робіну проникнути на російську базу під торговим центром Starcourt. Під час цих подій Дастін переконує Еріку, що, як він і його друзі, вона ботанік і що їй слід це прийняти. Наприкінці третього сезону вона отримує підручники Will's Dungeons & Dragons. Вона дуже вередлива, нецензурна, зухвала і часто вважає Лукаса та його друзів ботаніками, хоча часом вона також може бути мила. У четвертому сезоні вона прийняла свою ботанічну сторону і приєдналася до клубу Пекельного вогню школи Гокінса, продемонструвавши кваліфіковані знання Dungeons & Dragons.

### Мюррей Бауман
Мюррей Бауман (Бретт Гельман) — приватний детектив і теоретик змови, найнятий для розслідування зникнення Барбари «Барб» Холланд. Вперше представлений у другому сезоні, він допомагає Ненсі та Джонатану в їхній місії закрити Національну лабораторію Гокінса. У третьому сезоні він допомагає Джойсу та Хопперу проникнути на секретну підземну базу в торговому центрі Starcourt Mall, де радянські війська будували машину, здатну відкрити ворота догори дном. Також показано, що він вільно володіє російською мовою. У 4 сезоні він і Джойс їдуть на Камчатку, щоб врятувати Хоппера з ув'язнення.

### Векна
Векна (Джеймі Кемпбелл Бовер) — вбивча істота з Навиворіт і головний антагоніст четвертого сезону. Він полює на молодих людей, які страждають від минулих травм, і його метод вбивства включає в себе викликання кошмарних видінь у своїх жертв, перш ніж телекінетично ламати їм кістки та розбивати очні яблука. Векна вбиває кількох учнів середньої школи Гокінса, включаючи Кріссі Каннінгем, Фреда Бенсона та Патріка МакКінні, і ледь не вбиває Макса, поки її друзі не знаходять спосіб зламати його вплив за допомогою музики. Він працює з Creel House в The Upside Down.
Згодом Векна виявляється Генрі Крілом (001), сином Віктора Кріла, який народився з телепатичними здібностями. Генрі виріс із глибоко людиноненависницьким поглядом на людство після того, як протягом свого дитинства був підданий остракизму. У 1950-х роках він тероризував і вбив свою матір і сестру в будинку своєї сім'ї, використовуючи свої повноваження, але зусилля ввели його в кому, а батька заарештували за вбивства і помістили в психіатричну лікарню. Генрі був переданий під опіку доктора Бреннера, який зробив його піддослідним 001 у своїх експериментах над дітьми, народженими з надлюдськими здібностями. Ставши дорослим, Генрі був призначений санітаром в лабораторії Гокінса, щоб допомагати спостерігати за експериментами Бреннера над кількома надсильними дітьми, включаючи Одинадцять. Бреннер вклав імплантат в шию Генрі, який придушив його сили. Генрі подружився з Олівен після того, як вона зіткнулася з остракизмом з боку інших дітей, і вказав їй, що вона та інші співробітники лабораторії були в'язнями. Співчуваючи тяжкому становищу Генрі, став свідком того, що Бреннер покарав його, Одинадцять знищив його імплант, відновивши його сили. Генрі вбив усіх інших дітей та більшість співробітників лабораторії та спробував убити Одинадцять після того, як вона відмовилася брати участь у його місії з викорінення людства. Одинадцять подолали Генрі і відправили його в Догори дном, перетворивши його на Векну.

### Аргайл
Аргайл (Едуардо Франко) — друг Джонатана в Каліфорнії, який працює водієм доставки піци. Аргайл відганяє Джонатана, Вілла та Майка від солдатів армії США, які атакують їхній будинок у пошуках Одинадцяти, і приєднується до хлопців у їхній власній спробі знайти її.

### Едді Мансон
Едді Мансон (Джозеф Квінн) — ексцентричний учень середньої школи Гокінса і президент «Клубу пекельного вогню» на тему «Пекельний вогонь» у Hawkins High, де він подружився з Майком і Дастіном. Едді старший за більшість своїх однокурсників, оскільки він був змушений залишатися в середній школі ще кілька років після того, як не зміг пройти курси, необхідні для закінчення. Продаючи наркотики Кріссі Каннінгем, Едді спостерігає, як Векна телепатично вбиває Кріссі. Розуміючи, що влада не повірить його розповіді, Едді тікає, і пізніше його знаходять Дастін, Стів, Макс і Робін, які пояснюють йому існування Догори дном. Місцева поліція називає Едді своїм головним підозрюваним у вбивствах Векни, а шкільна баскетбольна команда на чолі з хлопцем Кріссі Джейсоном Карвером намагається вистежити його, при цьому Джейсон вважає, що Едді очолює сатанинський культ. Зрештою, Едді разом зі Стівом, Ненсі та Робіном їде в Догори ногами після того, як вони знаходять ворота під Озером Закоханих.

## Повторювані персонажі
Нижче наведено список запрошених акторів, які мають повторювані ролі в серіалі. Вони перераховані в порядку, в якому вони з'явилися вперше.

### Перший сезон
- Джо Крест у ролі Теда Вілера, чоловік Карен, батько Ненсі, Майка та Холлі.[6] Він часто не синхронізується зі своїми дітьми та емоційними потребами дружини, і часто спить у кріслі.
- Близнюки Енністон і Тінслі Прайс у ролі Холлі Вілер, дочки Карен і Теда, молодшої сестри Ненсі і Майка. Хоча Холлі зовсім молода, вона набагато краще обізнана про те, що відбувається в місті, ніж її батьки. У четвертому сезоні вона показана набагато більш незалежною.
- Ренді Хейвенс у ролі Скотта Кларка, вчителя для хлопчиків. Він заохочує їх інтерес до науки і техніки і допомагає їм, коли їх просять.[7]
- Роб Морган у ролі Келвіна Пауелла, одного з офіцерів Хоппера.
- Джон Пол Рейнольдс у ролі Філа Каллахана, ще одного офіцера Хоппера.[6] Не такий серйозний, як його партнер, він все ще наполегливо працює над пошуками Вілла Баєрса.
- Сьюзан Шалуб Ларкін — Флоренс («Фло»), секретаря поліцейської дільниці Хокінса.[8] Вона проявляє стурбованість здоров'ям Хоппера.
- Шеннон Персер у ролі Барбари «Барб» Холланд, інтроверта і найкращого друга Ненсі Вілер. Вона стурбована тим, що її дружба з Ненсі може бути під загрозою через стосунки Ненсі зі Стівом.[9] Барб є однією з перших жертв Демогоргона.
- Росс Партрідж — Лонні Баєрс[10], колишній чоловік Джойс Баєрс і біологічний батько Джонатана та Вілла. У нього є набагато молодша дівчина на ім'я Синтія.
- Кетрін Дайер у ролі Конні Фрейзер,[11] співробітника Міністерства охорони здоров'я Бреннера, який беззаперечно виконує накази, навіть якщо ці накази стосуються вбивства тих, хто вступив у контакт з Одинадцятьма. В кінці 1 сезону її вбиває Одинадцять.
- Тобіас Єлінек — головний агент Національної лабораторії Гокінса, який допомагає Бреннеру.[12]
- Пейтон Уїч у ролі Троя Уолша, хлопчика, який протистоїть Майку, Лукасу та Дастіну.[13] Після публічного приниження Одинадцяти та спроби помсти Майку, Троя більше не бачать після 1 сезону. Пов'язка з коміксами, «Забійник», показує, що він і його сім'я переїхали і що його погана поведінка була результатом його батька, який заохочував його бути злим і безжалібним. У коміксі Трой, здається, змінюється на краще і наразі відчуває докори сумління за свої вчинки, дізнавшись, що його батька звільнили з роботи за погане ставлення та відмову вибачитися.
- Кейд Джонс у ролі Джеймса Данте, хлопчика, який тусується з Троєм.[13] Пов'язка з коміксами, «Хуліган», дійсно показує, що Джеймс втомився від того, що йому керують, і від поведінки Троя. Зрештою, перед тим як Трой та його родина переїхали, Трой нарешті вибачився перед Джеймсом і помахав на прощання, що Джеймс повертається. Виявляється, що Джеймс зараз проживає в Хокінсі.
- Честер Рашінг у ролі Томмі Хейгана, колишнього друга Стіва та хлопця Керол.[14] Томмі — хуліган, який насолоджується своєю популярністю. Він повертається у 2 сезоні як лакей для нового найкращого пса в школі, Біллі Харгроува. Незважаючи на те, що він не бачив у 3 сезоні, він коротко згадується Стівом.
- Челсі Талмедж — Керол Перкінс, колишня подруга Стіва та дівчина Томмі.[15] Як і її хлопець, Керол зробить все, щоб забезпечити собі популярність.
- Еймі Маллінз у ролі Террі Айвз, жінки, чию дочку Джейн (Одинадцять) вкрали невдовзі після того, як вона народила. З тих пір вона впала в психічний стан, коли вона не знає про своє оточення, оскільки чоловіки, які вкрали Джейн, провели їй електрошокову терапію, щоб спробувати приховати її існування.[16]
- Емі Сеймец у ролі Беккі Айвз, сестри Террі, яка піклується про неї.[17]

### Другий сезон
- Ліннеа Бертельсен у ролі Калі / 008, молода дівчиназі здібностями маніпулювати ілюзіями, на якою разом з Одинадцять експериментували в лабораторії Гокінса, але згодом їй вдалося втекти. У неї є турботлива сторона, хоча вона часто прикривається її мстивою особистістю.[18][19]
  - Ванатхі Калай Партібан у ролі молодшого Калі в кімнаті веселки в лабораторії Гокінса
- Кетрін Кертін у ролі Клаудії Хендерсон, милої й турботливої матері Дастіна, але часто нерозумної матері.[20]
- Карен Сізі в ролі Сью Сінклер, матері Лукаса та Еріки.[21]
- Арнелл Пауелл — Чарльз Сінклер, батько Лукаса та Еріки.[21]
- Дженніфер Маршалл у ролі Сьюзен Харгроув[22], матері Макса, мачухи Біллі та дружини Ніла. У той час як її чоловік є образливим і егоїстичним, вона продовжує бути доброю до Біллі і, здається, дещо любить свого пасинка.

### Третій сезон
- Алек Утгоф у ролі доктора Олексія, російського вченого, який разом із полком працював над відкриттям порталу «Навиворіт». Пізніше його викрадають Хоппер (який називає його «Смірнофф») і Джойс Байерс для отримання інформації про своїх росіян. Під час спілкування з ними він розвиває прихильність до вишневих Slurpees, Burger King, Woody Woodpecker і Looney Tunes. Він також розвиває тісні дружні стосунки з Мюрреєм. Його вбиває Григорі в кінці 3 сезону, залишаючи Мюррея і Джойс спустошеними.
- Андрій Івченко — Григорій, російський вбивця та силовик для вчених, які працюють під керівництвом Хокінса. Його вбиває Хоппер в кінці 3 сезону.
- Майкл Парк — Том Холловей, редактор Hawkins Post і батько Хезер Холловей.[23] Він стає одержимим Ловцем розуму. Джонатан вбиває його як самооборону, і його труп зливається з Брюсом, перетворюючись на жахливого монстра, схожого на членистоногих.
- Джейк Б'юзі в ролі Брюса Лоу, журналіста Hawkins Post, який регулярно переслідує і знущається над Ненсі через її стать.[24] Він стає одержимим Ловцем розуму. Ненсі забиває Брюса до смерті вогнегасником після того, як він нападає на неї, і його труп зливається з Томом, перетворюючись на жахливого монстра, схожого на членистоногих.
- Франческа Реале в ролі Хізер Холлоуей, популярної рятувальника в громадському басейні Гокінса, яка стає одержимою Ловцем розуму.[25]
- Кері Елвіс в ролі мера Ларрі Клайна, корумпованого політика, якого шантажують, щоб він працював на росіян.[24]
- Пеггі Майлі в ролі Доріс Дрісколл, літньої жительки Хокінса, яку відвідують Джонатан і Ненсі під час розслідування історії. Вона стає одержима Ловцем розуму.
- Габріелла Піццоло — Сьюзі Бінгем; Дівчина Дастіна, з якою він познайомився в літньому таборі. Сьюзі живе зі своєю великою мормонською сім'єю в будинку в Солт-Лейк-Сіті.

### Четвертий сезон
- Мейсон Дай у ролі Джейсона Карвера, капітана баскетбольної команди середньої школи Гокінса і хлопця Кріссі Каннінгем. Після смерті Кріссі він веде свою команду на полювання на Едді, якого він вважає злочинцем і лідером сатанинського культу.
- Трістан Спон у ролі Двох / 002, лабораторного суб'єкта в лабораторії Гокінса, який знущається над Одинадцятою.
- Крістіан Ганьєр у ролі Ten / 010, попередник Eleven.
- Майлз Труїтт у ролі Патріка Маккінні, гравця баскетбольної команди.
- Микола Миколаїв — Іван, сторож на Камчатці.
- Том Влащіха в ролі Дмитра Антонова / «Ензо», охоронця в'язниці на Камчатці, якого Хоппер підкупив, щоб допомогти йому забезпечити свободу.
- Нікола Джурічко в ролі Юрія Ісмайлова, контрабандиста американських товарів до Росії та контакта Антонова, з яким він доручає Джойсу і Мюррею зустрітися на Алясці. Він зраджує Антонова росіянам і вирішує видати Джойса і Мюррея в полон в надії на більший прибуток.
- Шерман Август у ролі підполковника Джека Саллівана, чиновника армії США, який веде пошук Одинадцяти, вважаючи, що вона відповідальна за останню серію вбивств у Гокінсі.
- Паша Личников у ролі Олега, ув'язненого на Камчатці, ув'язненого разом з Хоппером.
- Вайдотас Мартінайтис у ролі Мельникова, начальника в'язниці на Камчатці.

## Гостьові персонажі
Нижче наведено додатковий список запрошених зірок, які з'являються в менших ролях, роблять значні епізодичні виступи або мають головну роль у кількох ролях. Символи перераховані в тому порядку, в якому вони з'явилися вперше.

### Перший сезон
- Кріс Салліван — Бенні Хаммонд, власник і шеф-кухар Benny's Burgers і друг Хоппера. Він піклується про Одинадцять невдовзі після її втечі, але незабаром його вбивають співробітники лабораторії Гокінса.[26][27]
- Тоні Вон в ролі Рассела Коулмана, директора середньої школи Гокінса.
- Чарльз Лоулор — Дональд Мелвальд, власник універсального магазину Melvald's, де працює Джойс Байерс.
- Х'ю Голуб як провідний науковець у лабораторії Гокінса.
- Ендрю Бенатор як науковець у лабораторії Гокінса.[28]
- Піт Берріс — керівник служби безпеки в лабораторії Гокінса.
- Роберт Уокер-Браншо в ролі агента лабораторії Гокінса, який маскується під ремонтника.
- Гленнеллен Андерсон у ролі Ніколь[29], однокласниці Ненсі, Стіва та Джонатана.
- Синтія Баррет в ролі Марші Холланд, матері Барбари.[21]
- Джеррі Таббс — Дайан Хоппер, колишня дружина Джима.
- Ель Грем — Сара Хоппер, дочка Джима та Діани, яка померла від раку.[30]

### Другий сезон
- Кай Л. Грін у ролі Фаншайна, члена екіпажу Калі. Калі вважає його плюшевим ведмедиком, незважаючи на його розміри та силу. Він найстарший з екіпажу.[20]
- Джеймс Лендрі Хеберт у ролі Акселя, агресивного члена екіпажу Калі.[20]
- Анна Джейкобі-Герон у ролі Дотті, саркастичної новітньої учасника екіпажу Калі.[20]
- Габріель Мейден у ролі Міка, члена команди Калі. Вона найменш агресивна з екіпажу і є їх водієм.[20]
- Метті Кардаропл у ролі Кіта, який раніше працював у The Palace Arcade у 1984 році, але зараз працює у Family Video майже рік потому.
- Меделін Клайн у ролі Тіни, учениці середньої школи Гокінса і подруги Керол і Вікі.
- Ебігейл Коуен — Вікі, учениця середньої школи Гокінса і подруга Керол і Тіни.
- Аарон Муньос — містер Холланд, батько Барбари.[21]
- Джо Девісон як технік у лабораторії Гокінса.[21]
- Прюїтт Тейлор Вінс у ролі Рея[20] технічного спеціаліста з лабораторії Гокінса, який вбив Террі Айвза електричним струмом, що спричинило її погіршення психічного стану.
- Вілл Чейз — Ніл Харгроув, біологічний батько Біллі, вітчим Макса та чоловік Сьюзен. Він дуже образливий зі своїм сином, як словесно, так і фізично.[31]

### Третій сезон
- Джон Горілка — генерал Степанов, генерал КДБ
- Ясен Пеянков як російський вчений, який працює разом з Олексієм.
- Георгій Касаєв як російський комунікатор
- Керолайн Арапоглу — Вінні Клайн, дружина мера Ларрі Клайна.[32]
- Аллісса Брук — Кендіс, секретарка мера Ларрі Клайна.[33]
- Холлі Морріс у ролі Джанет Холловей, дружини Тома Холловея та матері Хезер Холловей.
- Шантелл Д. Крістофер як реєстратор у Меморіальній лікарні Гокінса.
- Міша Кузнєцов — полковник Озеров, авторитетний і жорстокий радянський військовий.
- Артур Дарбінян у ролі Жаркова, російського вченого, що працює на командира Озерова, який спеціалізується на катуванні заручників.
- Бет Рісграф — мати Біллі Харгроува.

### Четвертий сезон
- Грейс Ван Дієн у ролі Кріссі Каннінгем, вболівальниці середньої школи Гокінса, яка перша була вбита Векною.
- Емібет Макналті в ролі Вікі, учениці оркестру середньої школи Гокінса та коханця Робіна.
- Регіна Тін Чен у ролі пані Келлі, радника середньої школи Гокінса.
- Логан Райлі Брунер у ролі Фреда Бенсона, колеги Ненсі в газеті Hawkins High School. Його переслідує роль у смертельній автомобільній аварії. Зрештою його вбиває Векна.
- Елоді Грейс Оркін у ролі Анджели, популярної учениці середньої школи Ленори в Каліфорнії, яка знущається над Eleven.
- Роберт Інглунд у ролі Віктора Кріла, чоловіка, заарештованого за вбивство своєї дружини та дочки в 1950-х роках і з тих пір провів своє життя в психіатричній установі. Кріл стверджує, що його сім'ю вбив демон, і він залишається назавжди спотвореним після спроби вбити себе, вирізавши йому очі.
  - Кевін Л. Джонсон у ролі молодого Віктора Кріла
- Тайнер Рашинг — Вірджинія Кріл, дружина Віктора Кріла, яка таємничим чином померла разом зі своєю дочкою в 1950-х роках.
- Ліві Берч у ролі Еліс Кріл, єдиної дочки Крілів, яка таємничим чином померла разом зі своєю матір'ю в 1950-х роках.
- Айра Емікс — Гармон, охоронець, який працює на Сема Оуенса. Хармон разом зі своїм партнером, агентом Уоллесом, були призначені для захисту Джонатана Баєрса, Уілла Баєрса та Майка Вілера від військових. Загинув, захищаючи дітей під час нападу на будинок Баєрів.
- Кендрік Крос — Уоллес, охоронець, який працює на Сема Оуенса. Уоллес разом зі своїм партнером, агентом Хармоном, були призначені для захисту Джонатана Баєрса, Вілла Баєрса та Майка Вілера від військових. Поранений і взятий у полон Салліваном, щоб знайти місцезнаходження Одинадцяти.
- Одрі Холкомб у ролі Іден Бінгем, готичної старшої сестри Сьюзі, яка доглядає за нею та рештою їхніх братів і сестер. Аргайл захоплюється нею після першої зустрічі з нею, і згодом Сьюзі, Майк, Вілл і Джонатан спіймали їх двох разом на курінні марихуани в піци-фургоні Аргайла.
- Ед Аматрудо в ролі директора Хетча, директора психіатричної установи, куди помістили Віктора Кріла після арешту.